# Manuscrit Ms 562 de la Bibliothèque municipale de Dijon, l'Histoire ancienne jusqu'à César
Le manuscrit enluminé du scriptorium de Saint-Jean-d’Acre, aussi connu sous le nom de Histoire ancienne jusqu’à César, est un manuscrit du XIIIe siècle, conservé à la bibliothèque municipale de Dijon, sous la cote Ms. 562. Il a été réalisé à Saint-Jean-d’Acre, dans le royaume latin de Jérusalem, vers 1260 - 1270.
Ce manuscrit est une compilation historique qui retrace l'histoire du monde depuis la Création jusqu'à Jules César. Ses 50 enluminures, illustrant des épisodes clés de l’histoire antique et de l’histoire biblique, sont particulièrement remarquables en termes de qualité et en termes de style. En effet, l’ouvrage est un syncrétisme des codes iconographiques de l’Orient et de l’Occident et se fait ainsi le témoin des échanges, notamment culturels, entre ces deux régions, dans le contexte des croisades.
La ville de Saint-Jean-d’Acre est la dernière capitale des croisés et ce manuscrit, dont le récit est importé d’Occident, aura, pour la société franque de l’époque, une visée politique et didactique. Le manuscrit de Dijon s’ancre dans un contexte de production manuscrite importante dans la ville de Saint-Jean-d’Acre et l’analyse de ses caractéristiques techniques et iconographiques illustre pleinement le contexte historique auquel il appartient.

## La ville de Saint-Jean-d'Acre auXIIIesiècle

### Dernière capitale des croisés
La ville de Saint-Jean-d'Acre apparaît d'abord sous le nom de 'Acco dans les textes de l'Ancien Testament, puis est renommée Ptolemaïs à l'époque des Ptolémées d'Égypte, entre les IVe et Ier siècles avant notre ère. En 636, elle est conquise par les Arabes, avant d'être prise par les croisés en 1104, qui lui donnent le nom de Saint-Jean-d'Acre, en l'honneur des frères de l'ordre de Saint-Jean de Jérusalem, premier ordre chrétien à s'installer dans la ville.
Le 12 juillet 1191, l’armée croisée menée par les rois Philippe Auguste et Richard Cœur de Lion parvient à reprendre Acre, alors aux mains de l’armée musulmane commandée par Saladin, depuis sa victoire en 1187 à la bataille de Hattin. La ville retrouve son nom de Saint-Jean-d’Acre et la présence chrétienne est réaffirmée en Terre sainte. La trêve trouvée entre Saladin et le roi d’Angleterre permet également aux États latins d’Orient de se reformer, mais avec un territoire amoindri, dont Saint-Jean-d’Acre devient la capitale.
Pendant un siècle, les chrétiens sont parvenus à garder leur mainmise sur le liseré côtier qui leur a été concédé et à maintenir les échanges commerciaux avec l’Ouest de la Méditerranée. Cette multitude de cultures et d'influences européennes et orientales, sans oublier celles de l'Empire byzantin, se côtoient et se mélangent pour former rapidement un centre artistique.
La diminution des attaques contre la capitale chrétienne, en raison de la division à l'intérieur de l’Empire ayyoubide à la mort de Saladin en 1193, a permis à Saint-Jean-d'Acre et sa région de prospérer. C'est finalement en avril 1291, que le sultan d’Égypte mamelouk Al-Achraf Khalîl s’empare de Saint-Jean-d’Acre et chasse définitivement la présence des Latins en Palestine.

### Un carrefour multiculturel, aux influences variées
La ville de Saint-Jean-d’Acre est un véritable atout pour les croisés, qui y voient un moyen concret de s’implanter dans la région. Et pour cause, la ville est centrale, au cœur des échanges de la région. Située près des côtes, son port est particulièrement attractif et voit s'installer une communauté de marchands conséquente. La position d’Acre est d'autant plus stratégique que la ville est le point d’arrivée afin d’accéder à Jérusalem (principale ville sainte pour les chrétiens), lieu où transite la grande majorité des pèlerins. Avec cet emplacement idéal, Saint-Jean-d'Acre subit les influences et la proximité de nombreuses cultures. C’est notamment le cas de l’influence de l’Empire byzantin. De même, la présence de son port intensifie l’activité des marchands et, par conséquent, rend la ville de plus en plus cosmopolite. Son apogée se manifeste par son statut de nouvelle capitale du second royaume latin de Jérusalem.
Avec un commerce florissant, Saint-Jean-d'Acre devient incontestablement la ville la plus importante de ce royaume latin entre 1191 et 1291. Un grand nombre d’Européens s’y établit. Les grandes villes italiennes, Venise, Pise ou encore Gênes, développent des centres d’échanges. Aussi, tout comme les Européens, d’autres peuples s’y implantent. C’est le cas des Arméniens, des Shell Fishermen d’Alexandrie, des marchands du Maghreb, des marchands de Damas, de Bagdad, du Yémen, ou encore des Nestoriens de Mossoul.

## La production manuscrite à Saint-Jean-d’Acre (1260-1291)

### Les ateliers de production
Les centres de production de manuscrits, ou scriptoriums, de Terre sainte sont les témoins de l’histoire de la région. En effet, lors de la chute de la ville de Jérusalem (lors de la bataille de Hattin en 1187), les croisés sont amenés à délocaliser la production de leurs ouvrages littéraires précieux. Le scriptorium est alors déplacé à Tyr, puis dans la ville de Saint-Jean-d’Acre, lorsque la cité est reprise en 1191 lors de la troisième croisade.
À partir de la seconde moitié du XIIIe siècle, la nouvelle capitale croisée voit éclore un véritable renouveau de la production de manuscrits enluminés, dû à plusieurs facteurs. En premier lieu, ce changement est lié au séjour de Louis IX, dit Saint Louis, en Terre sainte, entre 1250 et 1254. Ce dernier encourage la production artistique locale et réalise des commandes spéciales. En outre, lors de cette période, un nombre conséquent de livres parvient d’Occident et Louis IX en serait peut-être à l’origine. Par ailleurs, l'historienne Émilie Maraszak émet l'hypothèse que le roi a permis la fondation d’un ou plusieurs ateliers de production de manuscrits enluminés à Saint-Jean-d'Acre. Il leur apporte les toutes dernières traditions parisiennes, qui seront alors associées aux influences orientales des périodes précédentes.
Ce renouveau artistique se construit aussi autour de nouvelles influences dues à l’arrivée de nouveaux croisés et d’individus arrivant d’Occident et profitant de l’aura de la ville. Il s'agit notamment de marchands, de teneurs de commerces en tous genres, de visiteurs de haut rang, etc. Véritable lieu de transit, il y a un afflux permanent de migrants de passage à Saint-Jean-d'Acre, qui font office d'intermédiaires entre l'Orient et l'Occident. Ceux-ci apportent à la ville de nouvelles inspirations littéraires et stylistiques, qui se conjuguent aux traditions locales.
Cette délocalisation a également marqué un tournant dans la production, qui s'oriente davantage vers des récits historiques. En effet, ce transfert conduit à un changement de commanditaires et, par conséquent, à un changement d'attente de la part de ces derniers. C’est alors à cette période, entre 1250 et 1291, qu’apparaît deux récits au succès certain au sein du Royaume de Jérusalem : l’Histoire d’Outremer de Guillaume de Tyr et l’Histoire ancienne jusqu’à César.
Selon l'historien Hugo Buchthal, il existe trois copies de l'Histoire ancienne jusqu'à César provenant de Terre sainte, et plus particulièrement du scriptorium de Saint-Jean-d'Acre. Outre le manuscrit Ms 562 de Dijon, il s'agit du manuscrit conservé à la Bibliothèque royale Albert Ier de Bruxelles (ms. 18 295) et celui de la British Library à Londres (ms. 15268). Seule la copie de Bruxelles a un lien avéré avec Saint-Jean-d’Acre, en raison de la signature du copiste dans le colophon, un dénommé Bernard d’Acre. Néanmoins, cette hypothèse est étayée par les analyses techniques de certains chercheurs. Par exemple, Jaroslav Folda, historien médiéviste, y voit une production standardisée venant d’un même atelier comme le supposent les caractéristiques codicologiques communes. D’abord, le type de parchemin utilisé est similaire, à savoir l’implantation des poils, le gondolement des feuillets, ainsi que le feuillet épais qui craquelle. Ceci semble incompatible avec le caractère davantage luxueux du manuscrit Ms 562 de Dijon, mais d’après Jaroslav Folda, ces caractéristiques sont communes à une bonne partie des manuscrits réalisés en Terre sainte. De plus, l’encre brune diffère de l’encre utilisée en Occident qui a tendance à s’écailler ou à s’effacer. Cette caractéristique se retrouve encore une fois dans un grand nombre de manuscrits de Terre sainte.

### Commanditaires et destinataires
Les textes des manuscrits enluminés de l'Histoire ancienne jusqu'à César produits en Terre sainte sont rédigés en langue française. Ce choix de langue démontre alors que les lecteurs de ces manuscrits sont des pratiquants de cette dernière. Ce sont donc des croisés et plus précisément des Francs. Ce choix de rédaction en français démontre une volonté de conservation d’un héritage occidental, soit maintenir une identité franque dans un environnement qui leur est étranger, un environnement oriental. En outre, cette région étant marquée par un partage entre le monde occidental, l’Empire byzantin et le monde arabo-musulman, il s'agit pour ces Francs d'Orient de faire face à une société multilinguiste qui parle l’italien, le grec, l’arabe et le latin. Par la production manuscrite, il s'agit dès lors de copier la manière de faire en Occident, tout en diffusant leur langue maternelle dans un endroit où ils sont minoritaires. Finalement, le choix du français éclaire le statut des lecteurs, à savoir des lecteurs francs, et donc, des commanditaires et des destinataires qui sont également francs.
En outre, le choix des thèmes des manuscrits va également en ce sens. Ces ouvrages représentent systématiquement des sujets qui plaisent en Occident et, ainsi, qui sont susceptibles d'être au goût de cette diaspora. En ce qui concerne l’Histoire ancienne jusqu’à César, il s'agit d'un sujet très populaire en Europe et le thème des miniatures, à travers le répertoire de personnages et des gestes, est inspiré d’un manuscrit originaire du Nord de la France,.
En effet, les héros antiques et les célèbres personnages issus de la religion chrétienne étaient particulièrement admirés des lecteurs aux origines occidentales. Ainsi, dans l’Histoire ancienne jusqu’à César, les enlumineurs levantins, au service des nobles francs de Terre sainte, mettent en avant des personnages marquants, en particulier pour la Genèse, les Patriarches et pour la mythologie et l’histoire antique, des fondateurs ou des héros civilisateurs comme les Amazones, Énée, et Alexandre. Même si, de manière presque inévitable, le manuscrit Ms 562 de Dijon, lors de sa création, s'est inspiré des traditions locales lors de sa mise en images (notamment au contact des artistes byzantins), ce dernier cherche surtout à convaincre un auditoire bien précis, à savoir une communauté franque.
Ceci est caractéristique du succès d’une histoire universelle en Orient auprès du public franc : histoires, mythes et légendes qui résonnent avec l'expérience de ces nobles croisés dans cette région, car certains héros ont vécu en Terre sainte, ou plus largement au Proche-Orient, voire y ont gagné de grandes victoires (Alexandre à Tyr et Gaza ; Pompée en Judée).
Enfin, en ce qui concerne les trois manuscrits de l’Histoire ancienne, le récit et la mise en image semblent correspondre davantage à un public laïque, qui devait probablement résider sur place, à en croire la longueur du temps de réalisation du manuscrit.

## Le texte de l'Histoire ancienne jusqu'à César

### Origines et contenu du texte

#### Contenu du texte
Le texte du manuscrit de Dijon, comme les deux autres manuscrits de Terre sainte, correspond à une copie du texte original inconnu de l’Histoire ancienne jusqu’à César appartenant à la première rédaction du récit. Il est aujourd’hui considéré comme étant la plus ancienne copie connue de ce texte originaire des Flandres. L’auteur anonyme du texte est aujourd’hui majoritairement admis comme étant Wauchier de Denain.
Très largement inspiré des Histoires contre les païens d’Orose, le texte est traditionnellement découpé en quatre temps : les origines de l’humanité, l’histoire des Hébreux, l’histoire de l’Orient ancien, la Grèce et Rome. La Genèse occupe 22% du récit dans le manuscrit de Dijon. En sont relatés les épisodes de la création du monde et du péché originel, l’histoire de Noé et de sa descendance, l’histoire d’Abraham, Isaac et Jacob et la vie de Joseph. L’histoire d’Assyrie est représentée par le roi Ninus. C’est ensuite l’histoire de la Grèce qui est relatée, avec le cycle de Thèbes et de la vie d’Œdipe, puis le conflit entre les Athéniens et les Crétois, l’histoire des Amazones et le récit consacré à Hercule. Viennent ensuite des récits touchant à la ville de Troie. S’ensuit l’époque romaine avec l’épopée d’Énée et les premiers temps de Rome. Des épisodes de l’histoire des Perses et des Mèdes et de la vie d’Alexandre le Grand sont ensuite décrits. Le texte se clôt avec des épisodes de l’histoire de Rome, la dernière miniature étant celle du triomphe de Pompée.

#### Sources
L’Histoire ancienne jusqu’à César étant une compilation de différents récits, l’auteur a rassemblé un certain nombre de sources qui ont été identifiées en grande partie dans la thèse de l'historienne Émilie Maraszak. Orose demeure une des sources principales, structurant le récit. Un certain nombre d'écrits d’auteurs antiques qui ont servi à la rédaction de ce texte, tels que saint Jérôme, Flavius Josèphe, Eusèbe de Césarée et le comte Marcellin qui sont tous des historiens chrétiens, sélectionnés par Cassiodore, sont régulièrement utilisés pour la rédaction de l'histoire au Moyen Âge.
L’auteur cite une grande partie des sources qu’il utilise et les confronte parfois. Il passe toutefois sous silence les auteurs récents.
| Auteurs et oeuvres                                                                        | Passage de l’Histoire ancienne jusqu'à César               |
| ----------------------------------------------------------------------------------------- | ---------------------------------------------------------- |
| Orose, Historiae adversus paganos                                                         | Structure du récit, Histoire romaine                       |
| Pierre le Mangeur, Historia Scolastica                                                    | Création de l’humanité                                     |
| Roman de Thèbes (fondé sur la Thébaïde de Stace)                                          | Histoire d’Œdipe et sa descendance                         |
| Virgile, Énéide                                                                           | Opposition entre les Troyens et les Grecs, Histoire d’Énée |
| Darès le Phrygien, De Excidio Trojae                                                      | Roman de Troie                                             |
| Dictys le Crétois, Ephemeris Belli Trojani                                                | Roman de Troie                                             |
| Servius, In tria Virgilii Opera Expositio                                                 | Histoire d’Énée                                            |
| Roman d’Énéas                                                                             | Histoire d’Énée                                            |
| Pseudo Callistène, Roman d’Alexandre : la vie et les hauts faits d’Alexandre de Macédoine | Histoire d’Alexandre le Grand                              |
| Alexandre de Paris, Roman d’Alexandre                                                     | Histoire d’Alexandre le Grand                              |
| Jules Valère, Epitome et Historia Alexandri Magni                                         | Histoire d’Alexandre le Grand                              |
| Justin, Epitome historiarum Trogi Pompeii                                                 | Guerres puniques                                           |
| Trogue Pompée, Historiae philippicae et totius mundi origines et terrae situs             | Guerres puniques                                           |
| Macrobe, Commentarium in Ciceronis Somnium Scipionis                                      | Histoire de Carthage                                       |
| Claudius, Histoire romaine                                                                | Bataille des Romains contres les Achaïens                  |
| Valerius Antias, Histoire romaine                                                         | Guerre des Gaules                                          |

#### Langue
L’ Histoire ancienne jusqu’à César est rédigée en français et destinée à un public laïc lettré. Il s’agit d’un parti pris, lié à différents facteurs: le déclin de la langue latine d’une part et l’utilisation régulière du français pour décrire l’histoire récente d’autre part. Cette dernière explication coïncide avec le projet initial de l’auteur de réaliser une compilation de récits allant jusqu’à l’époque contemporaine de l’écriture, le XIIIe siècle. Le phénomène des translatio, traduction d’ouvrages latins en langue vernaculaire, qui connaît un grand succès à cette époque, peut également expliquer ce choix.
Le texte est très largement rédigé en prose avec un certain nombre de passages versifiés. D’après la philologue et médiéviste Emmanuèle Baumgartner, le passage de la littérature en vers à la littérature en prose se déroule en partie à cause du niveau d’exigence nécessaire à la rédaction de discours historiques que la contrainte du rythme et des rimes ne permet pas d’atteindre.

#### Conception du temps
Le texte de l’Histoire ancienne jusqu'à César consiste en une succession d’épisodes qui décrivent des grands pans de l’histoire de l’humanité : la Genèse ou les origines de l’homme, l’histoire des Hébreux, l’Orient ancien, l’histoire de la Grèce et Rome.
Ainsi, le texte de l’Histoire ancienne jusqu'à César peut se découper en quatre temps majeurs, correspondant à quatre empires, l’Empire babylonien, l’Empire perse, l’Empire macédonien et l’Empire romain. Autant d’actes qui sont la caractéristique d’une vision cyclique du temps propre au Moyen Âge, se distinguant de la perception des historiens antiques attachés aux enchaînements de causes. Une conception linéaire du temps est également palpable, caractérisée par l’importance de la chronologie, pour laquelle la date de la création de Rome est la référence.
Parmi les moyens de datation, figurent la durée par rapport à un événement clef, les successions des rois et des consuls, les durées de règne ou encore le passage du jour à la nuit en ce qui concerne le temps des batailles. L'historien Bernard Guenée souligne également l’importance de la généalogie comme outil de compréhension de la chronologie.

### Transmission et adaptations en Terre sainte
La Terre sainte est à l’époque des croisades un lieu d’échanges entre les peuples qui bordent la Méditerranée, à savoir le monde occidental, l’Empire byzantin et le monde arabo-musulman. Une tradition artistique croisée, multiculturelle, va naître de ces échanges. Les manuscrits enluminés seront une partie importante de l’art des croisés, dès les années 1110, parmi la communauté de chanoines installée au Saint-Sépulcre.
Le récit de l’Histoire ancienne jusqu’à César, qui fait d’abord l’objet d’une compilation en Flandre entre 1208 et 1230, va par la suite voyager vers l’Orient. Cela se fait au milieu du XIIIe siècle. Il ne s’est écoulé qu’une vingtaine d’années entre la compilation en Flandre et son arrivée en Terre sainte.
Ce récit subira des changements en raison de sa transmission en Terre sainte, à la fois dans sa réalisation et dans son contenu. Le manuscrit de la bibliothèque de Dijon permet de comprendre comment se fait cette transmission vers l’Orient, à Saint-Jean-d’Acre.
En termes de contenu, il y a très peu d'évolution, le récit de l’histoire antique qui y est relaté reste plus ou moins le même que dans les copies occidentales.
En revanche, une différence majeure se remarque quant aux miniatures représentées. Celles-ci vont largement différer des versions occidentales, afin de s’adapter à ce nouveau public qu’est la société franque au sein des États latins d'Orient. Cela est dû, logiquement, à un jeu d’influences lié aux goûts et aux traditions iconographiques locaux. En outre, un message politique est décelé : celui de l’affirmation de l’identité de ces Francs d'Orient.
D’une part, il est possible de remarquer la présence de codes iconographiques occidentaux anachroniques. À titre d’exemple, sont figurés des motifs héraldiques ou encore des chevaliers en armures du XIIIe siècle. D’autre part, on constate un mélange de motifs byzantins et arabo-musulmans. En particulier, au fil des pages, Noé et Énée côtoient des hommes en turbans.
Enfin, des personnages appartenant tant à l’histoire de l’Occident qu’à celle de l’Orient vont trouver une place majeure dans les manuscrits de l’Histoire ancienne jusqu’à César de Saint-Jean-d’Acre. C’est surtout le cas d’Alexandre le Grand, qui y est particulièrement glorifié. L’histoire d’expansion vers l’Orient de ce souverain résonne d’ailleurs clairement avec l’histoire des croisades.
Grâce à ces éléments iconographiques, il est possible d'observer que le message du livre évolue en même temps qu’il se transmet en Terre sainte. En utilisant des passages de l’histoire fondateurs et des figures mythiques pour l’Orient et l’Occident (Ancien Testament, Roman d’Alexandre…), les deux régions sont liées et la présence franque en Orient est légitimée.

## Description et caractéristiques du manuscrit enluminé

### Codicologie et organisation
Le manuscrit de Dijon Ms 562, anciennement coté 0323, est un codex sur parchemin de 275 feuillets à 2 colonnes de 42 lignes, chacune séparées par un espace d’1,5 cm. Les feuillets ont une hauteur de 37 cm, pour une largeur de 24 cm, avec une justification réduite à 25,5 par 17,5 cm. 274 de ces feuillets sont rédigés, le dernier comporte uniquement une réglure à encre noire. Le texte est rédigé en français dans une écriture gothique . Les filigranes ont été réalisés à l’encre bleue. Le folio 55 a été entièrement refait au XVe siècle, comme l'attestent l’écriture, différente de celle des autres feuillets, et la couleur violette de l’encre des filigranes.
Ce manuscrit conservé à la Bibliothèque municipale de Dijon est en bon état, malgré la présence de traces grisâtres d’origine organique à la surface des pages, les disparités en termes d’épaisseur concernant les différents cahiers et la perte de quelques annotations. L’angle supérieur droit du recto du feuillet 242 comporte une déchirure. La copie, aux proportions importantes, est trop encombrante pour que l’on puisse l’emporter avec soi. Pour le confort du lecteur, le livre doit ainsi reposer sur un pupitre.
Différentes mains sont à l’origine des 79 annotations, inscrites à différentes périodes malheureusement non datables. Un certain nombre de ces annotations a été coupé, à chaque remaniement du manuscrit. Les annotations ont été écrites dans différentes langues : l'historienne de l'art Yolanda Zaluska a déterminé que l’une d’elles avait été rédigée en provençal, permettant d’émettre l’hypothèse d’un passage du manuscrit par la France méridionale. Enfin, ce manuscrit est dépourvu de colophon. De fait, nous ignorons l’identité du commanditaire ou du destinataire.
Le manuscrit compile le texte de l’Histoire Ancienne jusqu’à César, et est mis en correspondance avec deux autres manuscrits de l’Histoire Ancienne enluminés à Saint-Jean-d’Acre, conservés à Bruxelles et à Londres. Le manuscrit de Dijon constitue probablement la plus ancienne copie de Histoire Ancienne jusqu’à César originaire de Saint-Jean-d’Acre connue à ce jour.
Le manuscrit Ms 562, richement illustré, comporte un ensemble de 50 miniatures dans un style franco-byzantin, que l'historien Hugo Buchthal définit comme « un mélange d’éléments occidentaux et d’éléments orientaux ». Ces miniatures sont insérées au début ou en cours de chapitre, afin d’introduire et de mettre en images le récit. Chacune des miniatures occupe 11 lignes de haut, pour une largeur équivalant à une colonne, à l’exception de cinq d’entre elles (Création du monde, f. 1r : 25 lignes de haut ; Caïn et Abel, f. 3v : 17 lignes ; Construction de la tour de Babel, f. 9r : 21 lignes ; Histoire d’Œdipe sur deux registres, f. 65v : 23 lignes ; Jason et les Argonautes, f. 89v : 21 lignes).
Tableau des épisodes et leurs illustrations :
| Section                                                                                             | Épisode(s)                                                                              | Numéro du feuillet | Reproduction |
| Genèse                                                                                              | Création du monde ; Adam et Ève                                                         | f.1r               | |
| Genèse                                                                                              | Caïn et Abel : Offrandes de Caïn et d’Abel ; Meurtre de Caïn-Reproches de Dieu à Caïn   | f.3v               | |
| Genèse                                                                                              | Embarquement dans l’arche de Noé                                                        | f.6r               | |
| Genèse                                                                                              | Construction de la tour de Babel                                                        | f.9r               | |
| Genèse                                                                                              | Ninus chevauchant avec son armée                                                        | f.14r              | |
| Genèse                                                                                              | Abraham et les trois anges                                                              | f.21v              | |
| Genèse                                                                                              | Lot et sa famille quittant Sodome incendiée par un ange                                 | f.23r              | |
| Genèse                                                                                              | Sacrifice d’Isaac                                                                       | f.26r              | |
| Genèse                                                                                              | Isaac bénissant Jacob                                                                   | f.32r              | |
| Genèse                                                                                              | Mort d’Isaac                                                                            | f.40v              | |
| Genèse                                                                                              | Jacob envoyant Joseph voir ses frères                                                   | f.42r              | |
| Genèse                                                                                              | Joseph et la femme de Putiphar                                                          | f.47v              | |
| Genèse                                                                                              | Songe de Pharaon                                                                        | f.49v              | |
| Genèse                                                                                              | Joseph et son armée                                                                     | f.51r              | |
| Genèse                                                                                              | Jacob envoyant ses fils en Égypte                                                       | f.52r              | |
| Genèse                                                                                              | Joseph recevant ses frères                                                              | f.56r              | |
| Genèse                                                                                              | Jacob allant en Égypte                                                                  | f.57r              | |
| Genèse                                                                                              | Pharaon demandant à Jacob son âge                                                       | f.58v              | |
| Genèse                                                                                              | Corps de Jacob transporté à Hébron                                                      | f.60v              | |
| Histoire de l’Assyrie et premiers temps de la Grèce                                                 | Ninus roi                                                                               | f.62r              | |
| Grèce : Histoire de Thèbes                                                                          | Enfance d’Œdipe : Laïos et Jocaste ; Œdipe attaché à un arbre - Polybos détachant Œdipe | f.65v              | La miniature de l'enfance d'Œdipe (f. 65v) présente deux épisodes de son histoire. Issue du manuscrit des l'"Histoire ancienne jusqu'à César" (Ms 562), 1260-1270. Conservé à la bibliothèque municipale de Dijon.                                      |
| Grèce : Histoire de Thèbes                                                                          | Œdipe tuant le Sphinx                                                                   | f.67v              | La miniature d'Œdipe et le Sphinx (f. 67v) du manuscrit de l'"Histoire ancienne jusqu'à César" (Ms 562) 1260-1270. Conservé à la Bibliothèque municipale de Dijon.                                                                                      |
| Grèce : Histoire de Thèbes                                                                          | Combat de Tydée et Polynice                                                             | f.70v              | Miniature représentant le combat de Tydée et Polynice à cheval sous une voûte du palais d'Adraste, roi d'Argos (f.70v). Issue du manuscrit de l'"Histoire ancienne jusqu'à César" (Ms. 562), 1260-1270. Conservé à la Bibliothèque municipale de Dijon. |
| Grèce : Histoire de Thèbes                                                                          | Le tigre de Thèbes                                                                      | f.81v              | La miniature du tigre de Thèbes présente l'animal en dorure sur fond rouge. Elle est issue du manuscrit de l'"Histoire ancienne jusqu'à César" (Ms. 562) 1260-1270 conservé à la Bibliothèque municipale de Dijon.                                      |
| Grèce : Histoire de la Grèce : conflit entre Athéniens et Crétois, histoire des Amazones et Hercule | Premier combat des Amazones                                                             | f.86v              | La miniature du premier combat des Amazones(f. 86v) est issue manuscrit de l'"Histoire ancienne jusqu'à César" (Ms 562) 1270-1260, conservé à la Bibliothèque municipale de Dijon.                                                                      |
| Grèce : Histoire de la Grèce : conflit entre Athéniens et Crétois, histoire des Amazones et Hercule | Amazones chevauchant                                                                    | f.87r              | |
| Grèce : Histoire de la Grèce : conflit entre Athéniens et Crétois, histoire des Amazones et Hercule | Thésée contre Hippolytè / Hercule contre Ménalippé                                      | f.88r              | |
| Grèce : Histoire de Troie                                                                           | Hercule étouffant le géant Antée                                                        | f.88v              | |
| Grèce : Histoire de Troie                                                                           | Jason et les Argonautes : Pélias recevant Jason – Départ des Argonautes                 | f.89v              | |
| Grèce : Histoire de Troie                                                                           | Mort d’Hector                                                                           | f.96v              | |
| Grèce : Histoire de Troie                                                                           | Penthésilée et ses Amazones chevauchant vers Troie                                      | f.102v             | |
| Grèce : Histoire de Troie                                                                           | Combat de Penthésilée et de Pyrrhus                                                     | f.103r             | |
| Rome : Épopée d’Énée                                                                                | Suicide de Didon et départ d'Enée                                                       | f.114r             | |
| Rome : Épopée d’Énée                                                                                | Minotaure au centre du labyrinthe                                                       | f.115r             | |
| Rome : Épopée d’Énée                                                                                | Camille et ses Amazones combattant contre Enée                                          | f.125v             | |
| Rome : Premiers temps de Rome                                                                       | Construction de Rome                                                                    | f.130 v            | |
| Rome : Premiers temps de Rome                                                                       | Le consul Lucius Julius Brutus trônant                                                  | f.135r             | |
| Rome : Histoire des Perses ou Mèdes, Judith et Esther                                               | Tentative des populations pour amadouer Holopherne                                      | f.150v             | |
| Rome : Histoire des Perses ou Mèdes, Judith et Esther                                               | Judith conduite devant Holopherne                                                       | f.151v             | |
| Rome : Histoire de la Macédoine et d’Alexandre le Grand                                             | Alexandre et ses compagnons chevauchant                                                 | f.166r             | |
| Rome : Histoire de la Macédoine et d’Alexandre le Grand                                             | Alexandre agenouillé devant le grand prêtre de Jérusalem                                | f.170v             | |
| Rome : Histoire de la Macédoine et d’Alexandre le Grand                                             | Alexandre assis sur la roue de fortune entourée du Tétramorphe                          | f.171v             | |
| Rome : Histoire de la Macédoine et d’Alexandre le Grand                                             | Bataille de l'Hydaspes                                                                  | f.172v             | |
| Rome : Histoire de la Macédoine et d’Alexandre le Grand                                             | Bête à trois cornes                                                                     | f. 176r            | |
| Rome : Histoire de la Macédoine et d’Alexandre le Grand                                             | Bête à deux têtes                                                                       | f.178r             | |
| Rome : Histoire de la Macédoine et d’Alexandre le Grand                                             | Alexandre écoutant l'oracle des arbres du soleil et de la lune                          | f.181v             | |
| Rome : suite de l’Histoire de Rome                                                                  | Bataille entre l'armée de Pyrrhus et les Romains                                        | f.190r             | |
| Rome : suite de l’Histoire de Rome                                                                  | Janus dans son temple                                                                   | f.204v             | |
| Rome : suite de l’Histoire de Rome                                                                  | Retour triomphal de Marius à Rome - Jugurtha prisonnier                                 | f.249r             | |
| Rome : suite de l’Histoire de Rome                                                                  | Retour triomphal de Pompée à Rome                                                       | f.270r             | |

### Techniques et matériaux

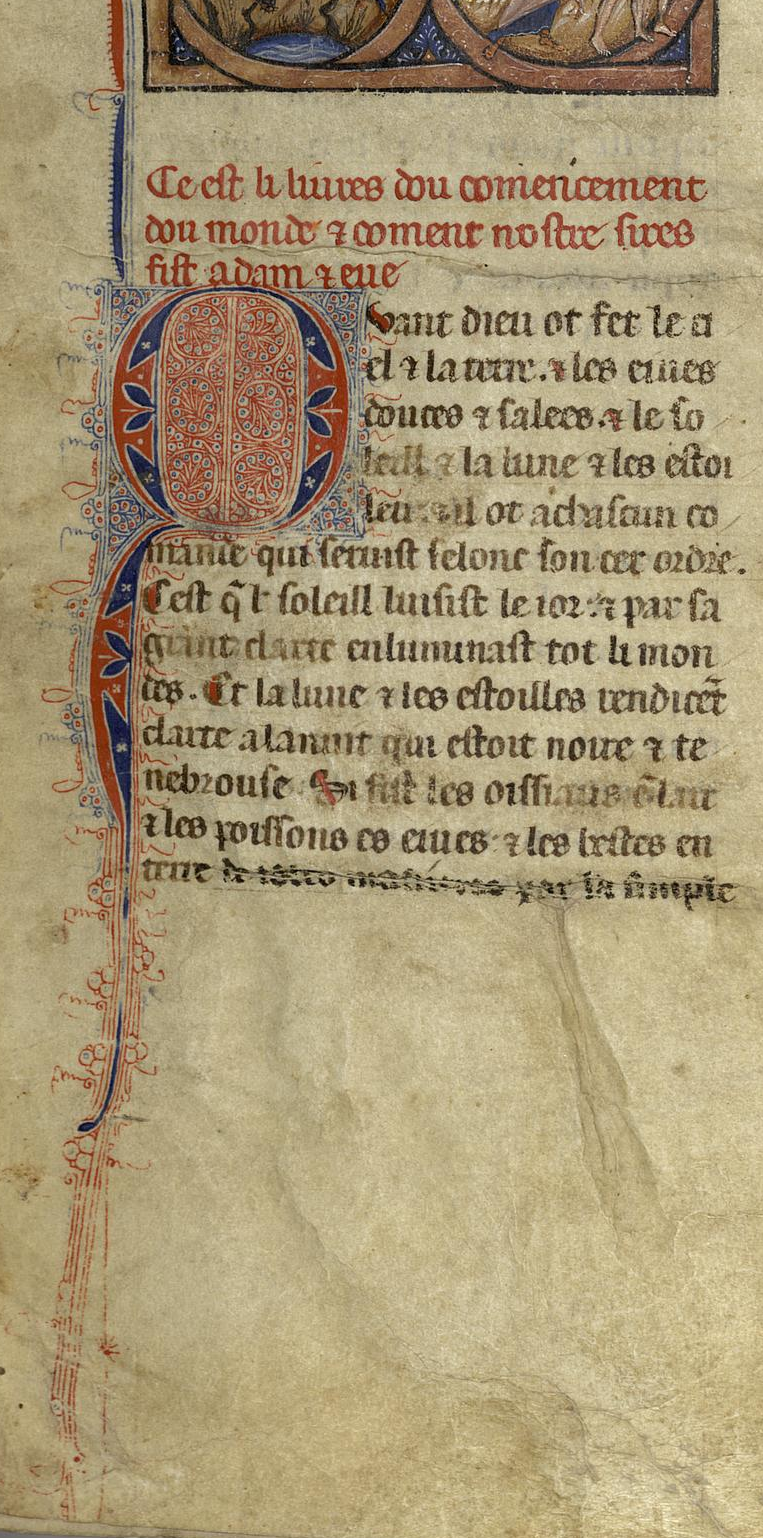
Détail : initiale puzzle filigranée (f. 1r), Ms 562 « L'Histoire ancienne jusqu'à César » de Saint-Jean-d'Acre, 1260 - 1270, Bibliothèque municipale de Dijon

Le fond de chaque miniature est doré à la feuille d’or. Il est recouvert par une peinture couvrante dont les tons dominants sont le vert, le rouge, le bleu et le brun. La miniature du tigre de Thèbes (f. 81v) se différencie par son fond à damier. Les scènes en intérieur sont reconnaissables à l’arcature qui les circonscrit, et à la couleur verte du sol. Les scènes en extérieur dévoilent bien souvent, en arrière-plan, un paysage désertique ponctué par une ou plusieurs montagnes évoquant le Levantin. Les miniatures bénéficient d’un encadrement constitué d’une bordure bicolore faite de pans horizontaux rouges et de pans verticaux bleus, ou inversement. L’encadrement de chaque miniature est réhaussé de motifs filiformes de couleur blanche dans le style gothique, prenant la forme d’entrelacs végétalisés. Aux quatre angles, des carrés faits d’or ou d’un rouge barré d’une croix blanche ponctuent la bordure.

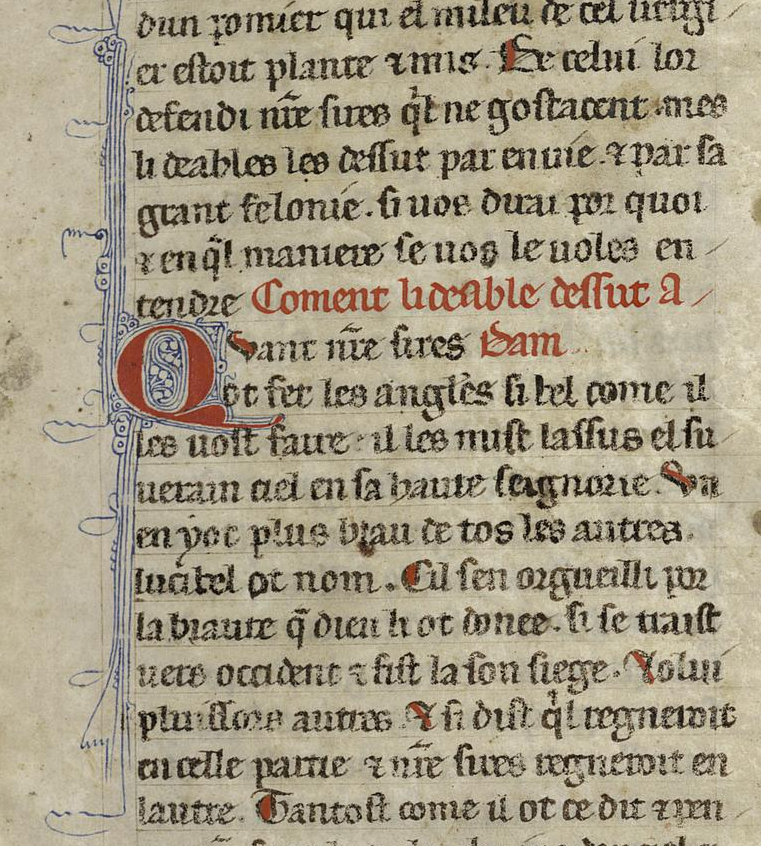
Détail : initiale filigranée (f. 2r), Ms 562 « L'Histoire ancienne jusqu'à César » de Saint-Jean-d'Acre, 1260 - 1270, Bibliothèque municipale de Dijon

Concernant les rubriques, ces phrases introductives écrites à l’encre rouge, celles-ci sont placées dans le texte en préliminaire de chaque moment clé du récit, dont le contenu est majoritairement précédé par l’expression « Si comence » ou plus directement par l’adverbe « coment ».
L’ordonnancement précis du texte et des images mises en rapport permet l’organisation du travail en atelier, chaque artiste travaillant à tour de rôle sur un élément particulier de ce projet conséquent. Comme vu précédemment, la miniature illustre et annonce l’épisode suivant, et la rubrique en constitue le titre annonciateur. Est également insérée, au début de chaque chapitre majeur, une initiale puzzle filigranée de couleur rouge ou bleue, tandis qu’une initiale filigranée introduit chaque chapitre secondaire.

## Programme iconographique

### Analyse des enluminures: thèmes principaux et scènes clés
Le manuscrit comprend 50 miniatures de la largeur d'une colonne. Chaque image se place au-devant du texte qu'elle illustre, à la manière d'une préface visuelle. Le programme iconographique du manuscrit se divise en 4 cycles : le cycle de la Genèse, l'histoire de l'Assyrie et des premiers temps de la Grèce, l'histoire de la Grèce et l'histoire de Rome. Le choix des scènes est principalement hérité des traditions occidentales, notamment de la tradition parisienne, associé à des influences principalement byzantine et arabo-musulmane. Le manuscrit de la Bibliothèque de Dijon est probablement la copie la plus fidèle d'un modèle plus ancien conçu en France, aujourd'hui perdu.
La lecture publique d'un ouvrage au XIIIe siècle ne se réduit pas seulement à un enjeu sociétal du divertissement. Elle participe à l'élaboration de connaissances et se place comme un pourvoyeur de modèles de vertus à travers des héros exemplaires : les patriarches de la Genèse, le souverain d'Assyrie, les héros grecs, Alexandre le Grand, etc. Ces différents modèles forment des références universelles de vertu. Par exemple, le patriarche Abraham se place comme un modèle d'abnégation et de foi en Dieu ; Joseph incarne la capacité de chacun à prendre son destin en main ; le roi Ninus est considéré comme le premier souverain à agrandir son territoire sur celui de ces voisins ; Œdipe est un modèle d'intelligence ; les Amazones et Judith incarnent le courage féminin et Alexandre est un souverain exemplaire tant pour ses conquêtes que pour son érudition.
Ce sont ces modèles de vertu qui sont particulièrement représentés dans le manuscrit. De cette manière, l'histoire de Joseph est mise en images neuf fois. Du statut d'esclave, il finit par avoir une place au plus près de Pharaon et participe au gouvernement de l'Égypte. Joseph incarne la réussite du fidèle de Dieu en Égypte. L'histoire de Joseph trouve un sens particulier dans le cadre de la septième croisade. En effet, Louis IX, dit « Saint Louis » cherchait à prendre les villes égyptiennes afin de s'en servir comme monnaie d'échange pour récupérer Jérusalem. Avec la défaite de Louis IX à Mansourah, l'histoire de Joseph se place comme un message d'espoir pour les chrétiens

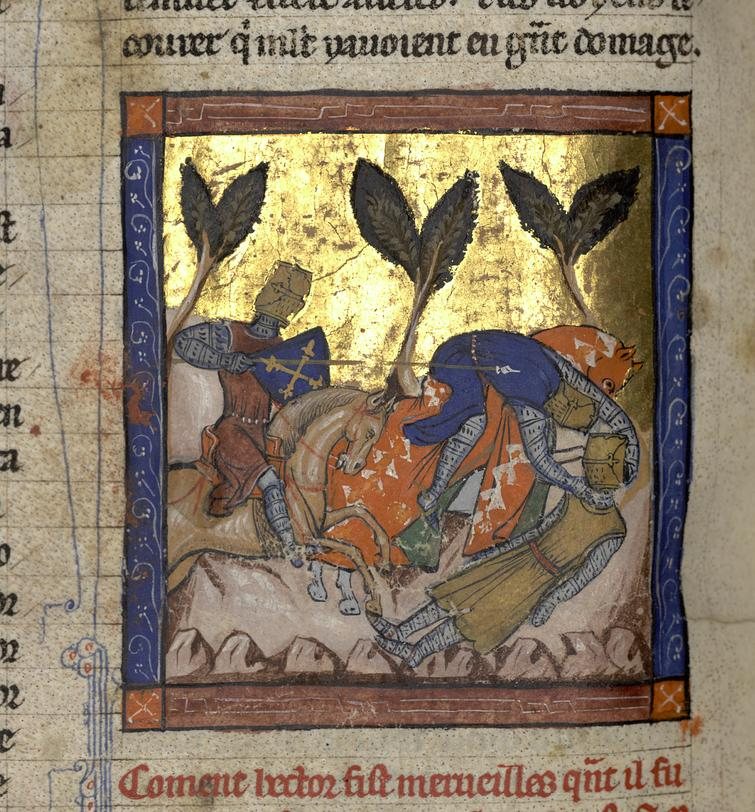
Achille tuant Hector, (f.96v), L'Histoire ancienne jusqu'à César, Bibliothèque de Dijon

L'histoire de Troie ne comprend que quatre miniatures malgré le fait que les Francs se présentent comme les héritiers des Troyens. En effet, la guerre de Troie n'est quasiment pas mise en images dans le manuscrit, hormis la représentation de la mort d'Hector (f. 96v). Celle-ci s'éloigne des modèles classiques grecs et témoigne de la transformation de l'histoire d'Homère au Moyen Âge, en montrant Achille attaquant Hector alors que celui-ci à le dos tourné. Il ne s'agit alors plus d'une épopée où les Grecs sont les héros, mais ce sont les Troyens qui sont héroïques par leur résistance.
Les Amazones prennent une place importante dans le cycle iconographique du manuscrit de Dijon en étant le sujet de six miniatures. Ces femmes guerrières sont perçues positivement : ce sont les femmes prenant les armes pour défendre les causes justes. En apportant leur aide aux Troyens, les Amazones sont les femmes qui combattent, et donc dépassent leur genre, pour venger leurs époux et leurs fils. La mise en valeur des Amazones dans le manuscrit de l'Histoire ancienne permet de percevoir l'influence des femmes dans les croisades et leur rôle dans les commandes des manuscrits, telles que Marguerite de Provence ou encore Aliénor d'Aquitaine. De plus, la légende des Amazones fait écho à la légende d'un royaume chrétien en Orient qui se trouverait au-delà des terres musulmanes. Ainsi, les Amazones incarnent le secours guerrier venu de ce royaume chrétien pour aider les Francs en prenant leurs adversaires à revers.
Une autre grande figure du manuscrit est Alexandre le Grand, qui exerce une certaine fascination sur cette société du royaume latin de Jérusalem. Il est le modèle du comportement que les Francs doivent avoir, incarnant les vertus royales et chevaleresques par excellence. Cependant, Alexandre fait également preuve de démesure, ce qui entraîne sa perte. Celle-ci est signifiée dans les miniatures par les monstres qu'Alexandre le Grand rencontre au fur et à mesure qu'il dépasse les limites du monde connu. Ainsi, Alexandre fait face à un monstre tricorne et un autre bicéphale sur les folios 176r et 178r. La figure d'Alexandre agit comme un modèle de vertu, mais également comme une mise en garde face à l'orgueil de l'Homme.
Le folio 204v. porte la représentation du temple de Janus. Le dieu aux deux visages est représenté sur une colonne, l'un de ses visages regarde vers une architecture occidentale, tandis que l'autre visage est tourné vers une architecture orientale. Cette miniature affirme la double culture des Francs, originaires d'Occident et installés en Orient. Cette dualité est représentée par le dieu aux deux visages, ainsi que par le style de chaque architecture.

### Rôle des images dans la compréhension et la diffusion du texte

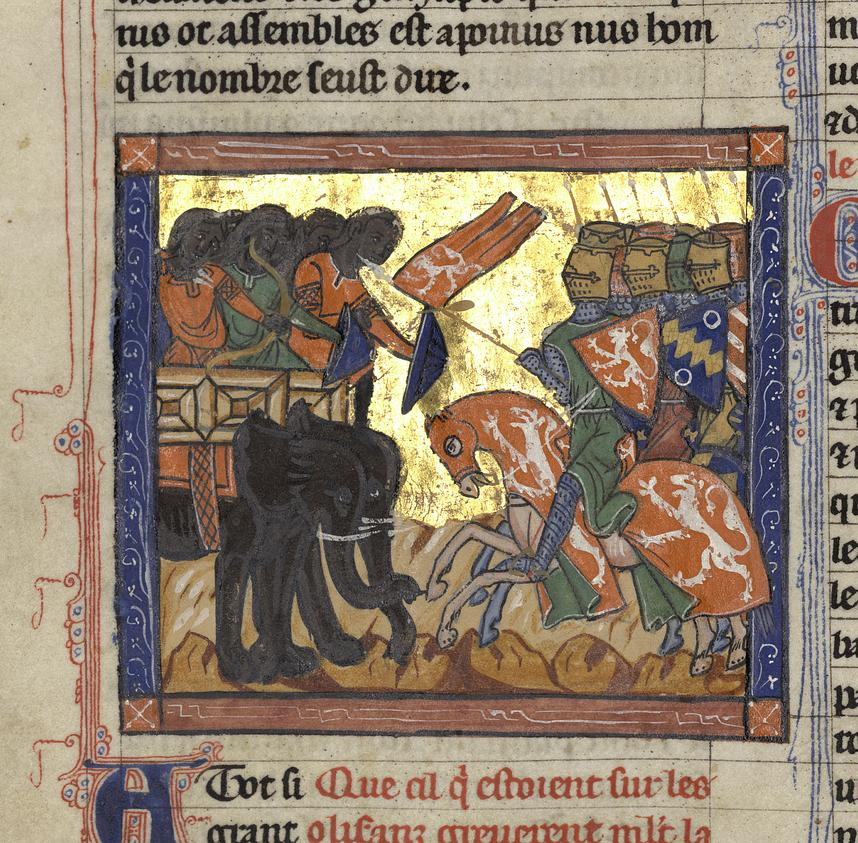
L'armée d'Alexandre le Grand face à l'armée de Poros (f.172v), Ms 562 « L'Histoire ancienne jusqu'à César » de Saint-Jean-d'Acre, 1260 - 1270, Bibliothèque municipale de Dijon

Copier l'Histoire ancienne permet de conserver la mémoire de l'humanité dans un continuum temporel universel, « tel que Dieu l'a voulu », selon les conceptions chrétiennes. Le programme iconographique du manuscrit répond également à cette idée.
Les images se caractérisent par un anachronisme qui permet d'effacer les conceptions spatio-temporelles afin d'insister sur le caractère universelle de l'Histoire et du comportement humain. Représenter les soldats de l'histoire antique comme des chevaliers du XIIIe siècle permet de réactualiser cette histoire. Ainsi, les chevaliers du XIIIe siècle s'inscrivent dans la continuité directe des héros antiques. De la même manière, l'utilisation de l'héraldique (mis en place à partir du XIIe siècle) de manière généralisée permet d'intégrer les représentations des soldats dans le contexte visuel du XIIIe siècle, faisant des héros du XIIIe siècle des héros antiques. Les armes présentes dans le manuscrit ne sont pas rattachables à des familles de Terre sainte. Cependant, la cohérence des motifs héraldiques est conservée dans les miniatures par les enlumineurs. Ainsi, Alexandre le Grand porte les mêmes armes sur toutes les bannières et caparaçons des miniatures où il est représenté : de gueules au lion d'argent (f. 166, f. 170, f. 172).
Le programme iconographique du manuscrit renforce et justifie la présence des croisés en Orient. En s'inscrivant au sein de la continuité de l'histoire universelle, ils justifient la translation de leur pouvoir de l'Occident vers l'Orient.

## Style et influences artistiques
La singularité du manuscrit de l'Histoire ancienne jusqu'à César, conservé à la bibliothèque de Dijon, réside dans ses miniatures qui reflètent un style hybride, mêlant des influences byzantines, arabo-musulmanes et occidentales. Ce syncrétisme s'explique par les échanges constants en Terre sainte, intensifiés par la position stratégique de Saint-Jean-d'Acre, port majeur ouvert sur la Méditerranée, accueillant un flux important de marchands européens, levantins, musulmans, de pèlerins et croisés européens.

### Influences arabo-musulmanes
La culture arabo-musulmane est sans doute celle qui se trouve la plus proche de l’univers des croisés des États latins, en raison des contacts constants entre ces deux mondes. Ces interactions, principalement marquées par les affrontements militaires, sont particulièrement intenses au XIIIe siècle, une période où le territoire des Francs se réduit face aux offensives des Mamelouks. Cependant, ces relations ne se limitent pas aux conflits, les échanges commerciaux contribuant également à une certaine proximité culturelle.
Malgré cette proximité, le manuscrit de l’Histoire ancienne jusqu’à César de Dijon ne révèle pas d’influence arabo-musulmane évidente dans ses miniatures. Pourtant, d’autres manuscrits du même texte et de la même période intègrent des références explicites à cet univers. C’est notamment le cas du manuscrit de l’Histoire ancienne jusqu’à César conservé à Londres, où la bordure supérieure du frontispice de la Création (f. 1v)  montre des dignitaires en tailleur, accompagnés de danseurs et de musiciens, tous vêtus dans un style oriental évoquant les cours islamiques. Selon Lisa Mahoney, la représentation de cette culture arabo-musulmane n’est pas une simple acculturation des commanditaires et des enluminures à la région, mais bien un besoin d’affirmer l’identité chrétienne des croisés.

### Influences byzantines
La production artistique des États latins est profondément influencée par l’art byzantin. Après la réduction drastique du territoire de l’Empire byzantin à la suite de la quatrième croisade et de la prise de Constantinople en 1204, l’Empire renaît en 1261 grâce à la reconquête de la cité par Alexis Paléologue. Cependant, cet Empire restauré reste fragile, constamment menacé par les raids des Turcs seldjoukides et des Mongols. Son territoire se recentre alors autour de la capitale, de la mer Égée et de la Macédoine.
Malgré ce contexte instable, les croisés entretiennent des échanges réguliers avec l'Empire byzantin, dont la position stratégique sur les routes reliant l’Orient et l’Occident favorise la circulation des influences culturelles et artistiques. Parmi ces échanges, la production abondante de manuscrits et d’icônes sous l’Empire byzantin a pu être vue et assimilée par les artistes croisés opérant dans le Levant.

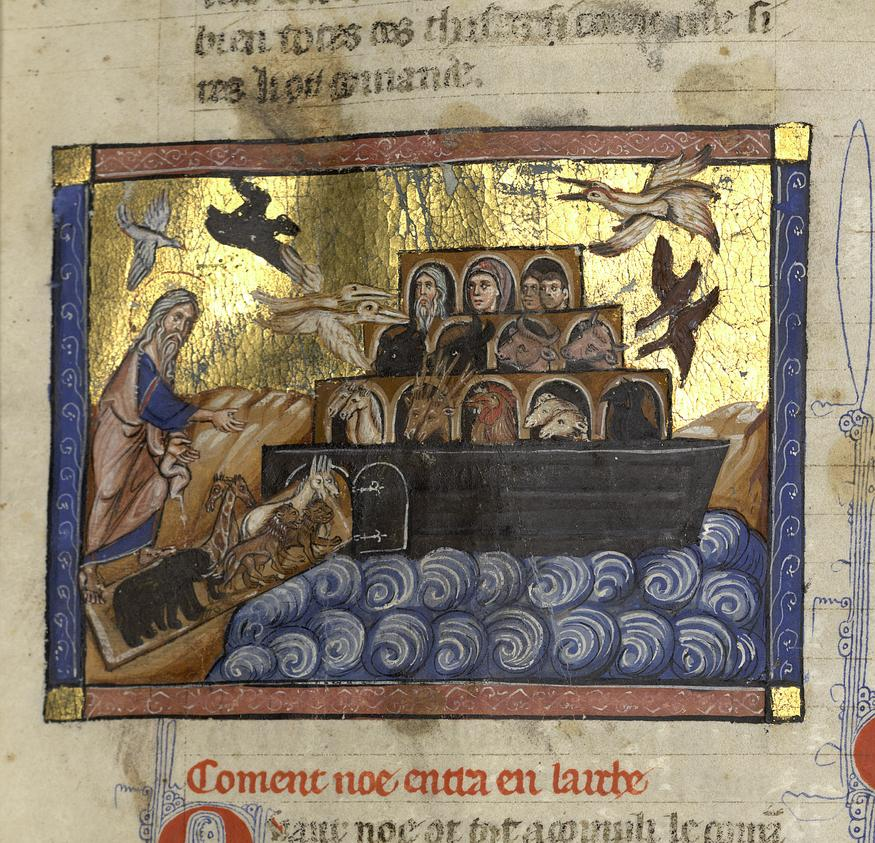
Folio 6, L'Arche de Noé : Noé est représenté comme un vieil homme à la longue chevelure et à la barbe blanche. Les flots sont stylisés par des traits circulaires.

Cette influence byzantine se manifeste dans plusieurs aspects du manuscrit de l’Histoire Ancienne jusqu’à César, notamment par des comparaisons possibles avec des œuvres byzantines telles que l’Évangile Grec 64 de la BnF. Cette influence transparaît particulièrement dans la représentation de certains motifs, comme la figure du patriarche. Ce dernier s’inscrit dans les codes de représentation byzantins, caractérisé par un vieil homme aux cheveux et à la barbe longs, vêtu de tunique aux plis mouvementés. Un exemple marquant de cette tradition se retrouve dans l’Évangile Grec 64 (f. 10v), où les ancêtres du Christ incarnent cette esthétique, reprise également dans le manuscrit de Dijon.
Une autre spécificité byzantine présente dans le manuscrit de Dijon est la représentation des flots, comme on peut l’observer dans la scène de l'Arche de Noé (f. 6). L’eau y est figurée par une accumulation de traits circulaires, une stylisation typiquement byzantine.
La représentation du Christ en buste (f. 1) illustre également l’influence directe du modèle du Christ Pantocrator byzantin. Ce dernier est figuré bénissant de la main droite et tenant un livre de la gauche, une iconographie emblématique des mosaïques des absides des églises byzantines.

L’iconographie des miniatures du manuscrit de Dijon témoigne par ailleurs d’une forte inspiration byzantine dans le choix des scènes représentées. Pour la scène de l’Hospitalité d'Abraham (f. 21v), le manuscrit adopte la tradition byzantine, qui privilégie la représentation du repas partagé avec les trois anges, plutôt que la simple rencontre, comme cela est majoritairement le cas en Occident. Cette tradition byzantine remonte au VIe siècle et se retrouve notamment dans les mosaïques de la basilique Saint-Vital de Ravenne.

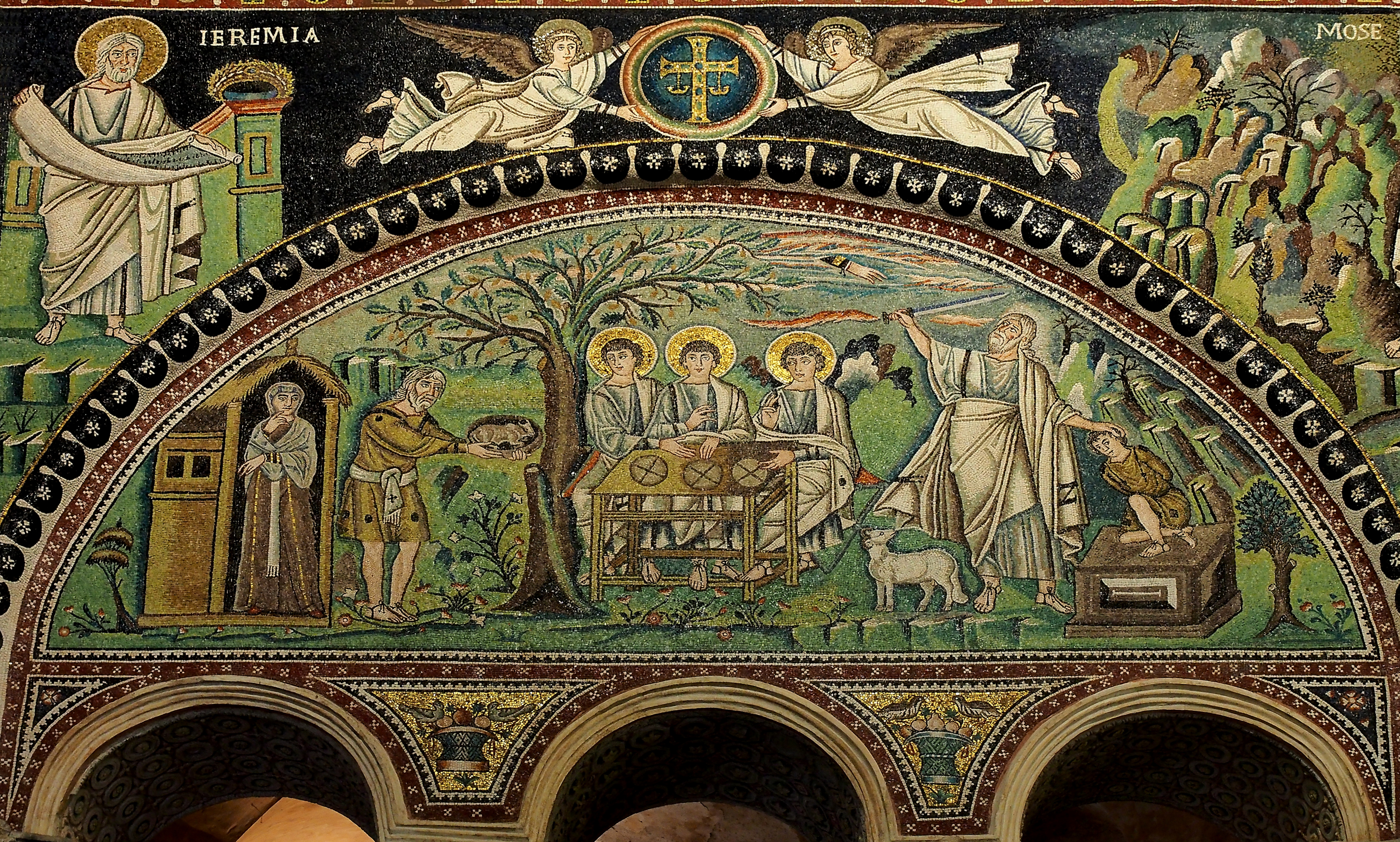
Basilique Saint-Vitale de Ravenne, mosaïque de l'Hospitalité d'Abraham et du sacrifice d'Isaac, VIe siècle.
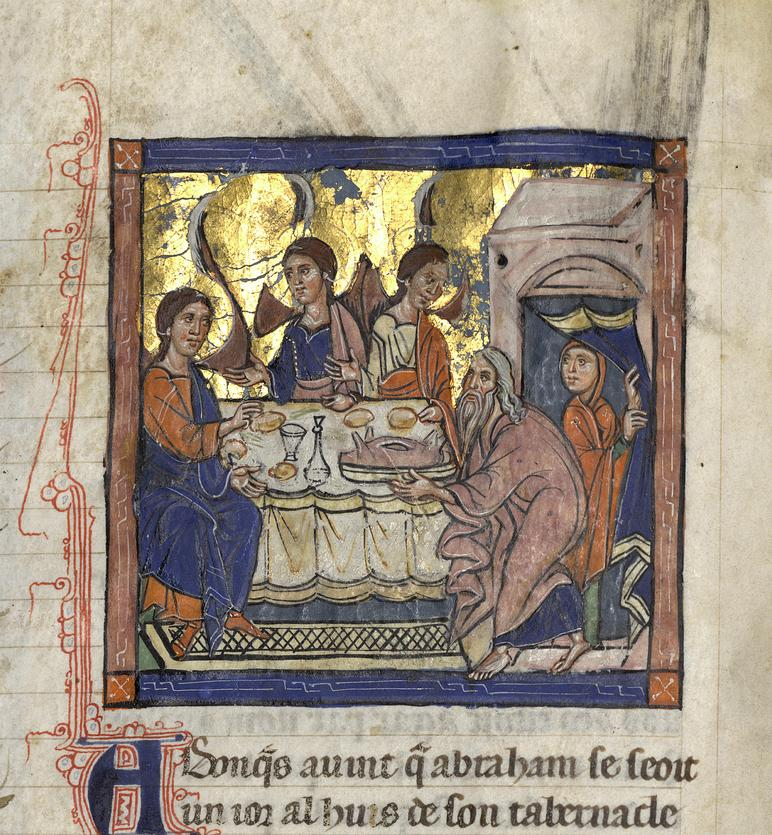
Folio 21, L'Hospitalité d'Abraham.

Le cycle d’Abraham se poursuit avec la scène du Sacrifice d’Isaac (f. 26), qui met également en lumière cette influence byzantine. Ici, Abraham est représenté prêt à sacrifier son fils avec un poignard, en accord avec la tradition byzantine, plutôt qu’avec un glaive, comme cela est privilégié dans l’iconographie occidentale, notamment dans le Psautier de Saint-Louis (f. 10).

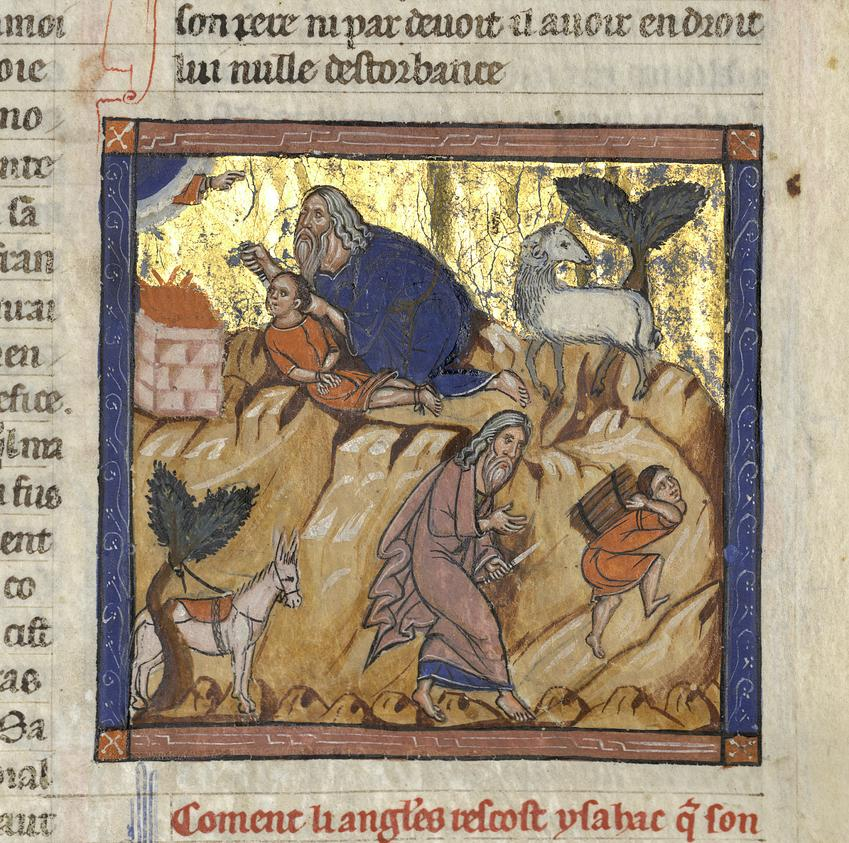
Folio 26 : Sacrifice d'Isaac avec Abraham tenant un poignard.
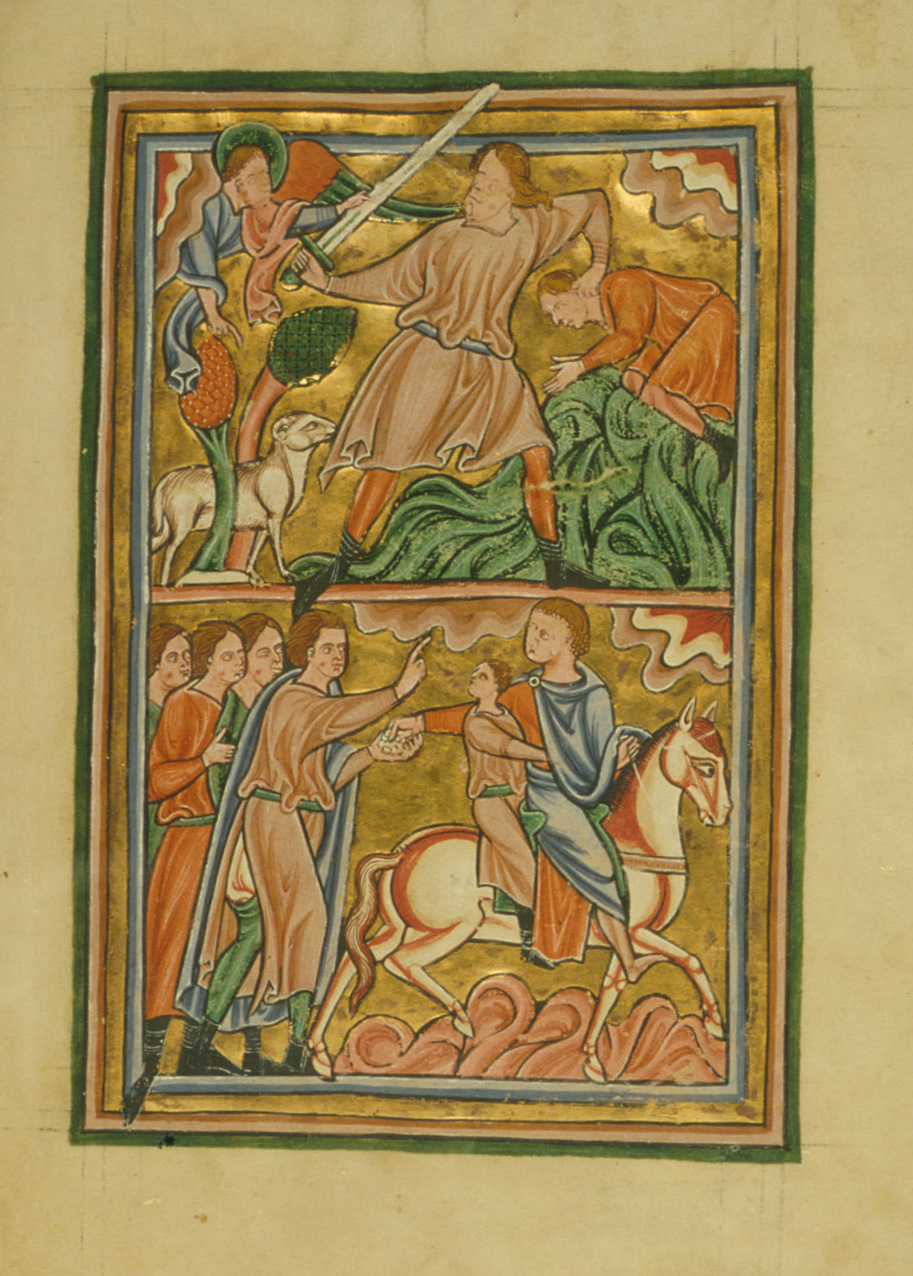
Psautier de Saint Louis : Sacrifice d'Isaac avec Abraham tenant un glaive.

### Héritage occidental
L’héritage occidental de ce manuscrit s’explique d’abord par ses origines, puisque l’Histoire Ancienne jusqu’à César est un texte provenant d’Occident, plus précisément de Flandre. Cette provenance influence directement le cycle iconographique du manuscrit.

L’art occidental se manifeste notamment dans les miniatures à travers certains choix de représentation, comme les scènes de combat. Qu’il s’agisse de récits mythologiques, bibliques ou historiques, les soldats y sont représentés avec des équipements caractéristiques des chevaliers du XIIIe siècle, tels que le heaume, le bouclier, la lance, la cotte de mailles ou encore la bannière. Ces détails reflètent un ancrage dans l’imaginaire chevaleresque propre à l’Occident médiéval. Par ces aspects, le manuscrit de l’Histoire Ancienne jusqu’à César de la bibliothèque de Dijon peut être rapproché de la Bible de Maciejowski, un manuscrit réalisé à Paris vers 1240. On peut notamment établir un parallèle entre le cycle iconographique de la Genèse de ces deux manuscrits et la transposition des scènes de batailles bibliques dans un contexte médiéval chevaleresque. 

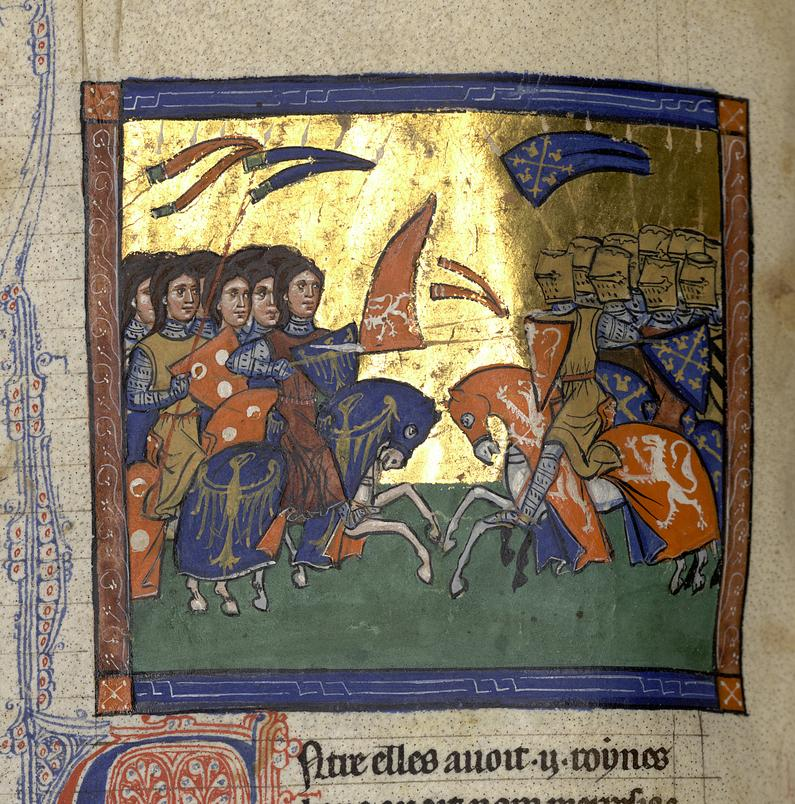
Folio 86 : Premier combat des Amazones. Scène de combat en armures du XIIIe siècle.
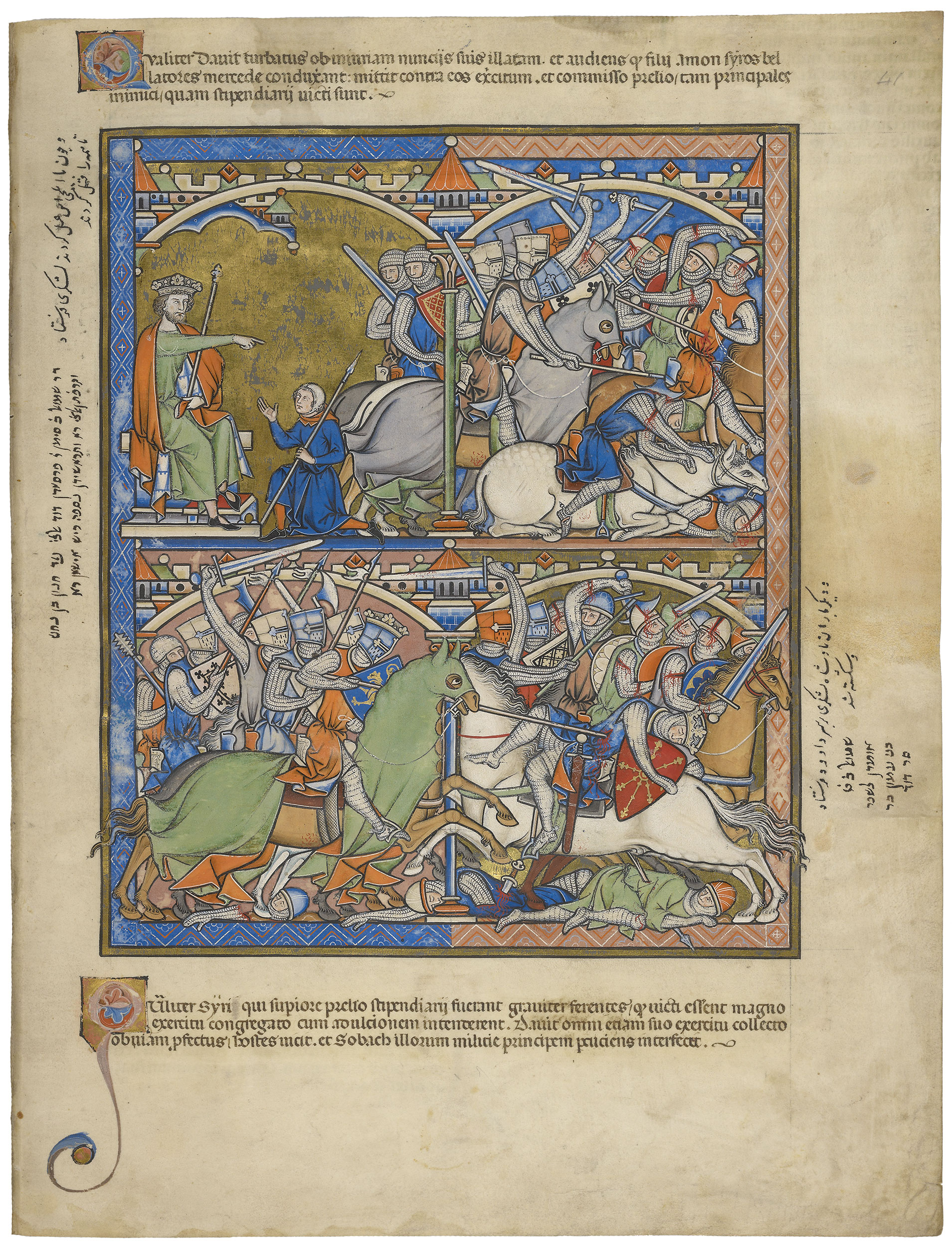
Bible de Maciejowski : scène de combat en armures du XIIIe siècle.

Un autre élément révélateur de l’influence occidentale se trouve dans la représentation des figures dans les miniatures. Les visages, petits et ronds, avec des yeux enfoncés et des lignes noires reliant les yeux aux oreilles, reflètent des caractéristiques typiques de la production de manuscrits occidentaux.
D’un point de vue iconographique, les miniatures de l'Ancien Testament présentes dans le manuscrit de Dijon s’inscrivent dans une tradition occidentale des manuscrits du XIIIe siècle, souvent illustrée dans des psautiers, comme le Psautier de Saint Louis conservé à la BnF. De manière similaire, les miniatures représentant des épisodes mythologiques et historiques trouvent leur origine dans une tradition manuscrite occidentale, illustrée par des œuvres telles que le Roman d’Alexandre, produit au XIIIe siècle.

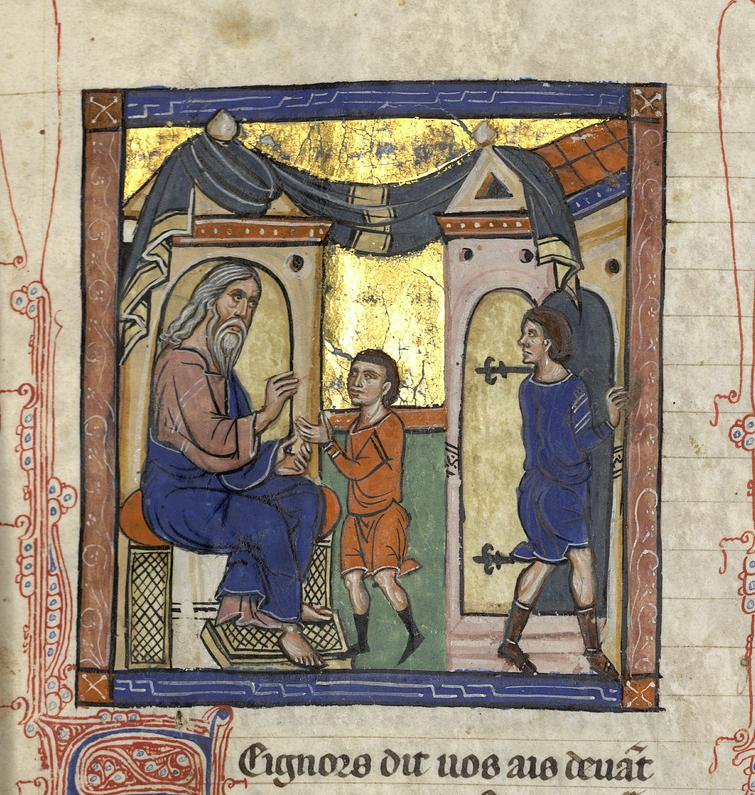
Folio 42 : Jacob envoyant Joseph voir ses frères.

### Une volonté d’acculturation et d’ancrage dans le territoire
Ces diverses influences — occidentale, byzantine et arabo-musulmane — n’empêchent pas, bien au contraire, de révéler l’ancrage profond de ce manuscrit dans la société des États latins. Elles traduisent également une volonté manifeste d’affirmer la culture franque tout en reflétant le contexte multiculturel dans lequel évoluent les croisés.

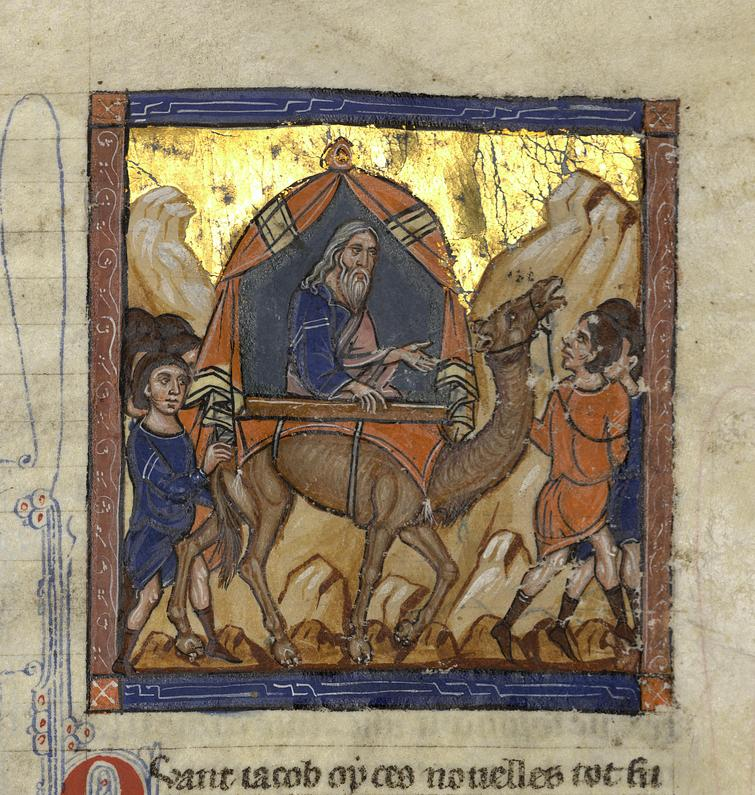
Folio 57 : Jacob se rendant en Égypte à dos de dromadaire.

Les choix iconographiques et stylistiques témoignent en effet d’une adaptation aux réalités du territoire dans lequel les croisés vivent. La représentation de l’architecture dans le manuscrit de Dijon illustre cet ancrage en Orient. De nombreux folios présentent des éléments caractéristiques de l’architecture byzantine ou musulmane : frontons triangulaires, toits plats, tentures tendues entre deux fenêtres, murs ocres et édifices couronnés de coupoles. Une miniature particulièrement éloquente à cet égard se trouve au folio 42, représentant Jacob envoyant Joseph voir ses frères. La scène se déroule sous deux bâtiments ornés de frontons triangulaires et d’arcades typiques des traditions architecturales locales. Finalement, comme l’exprime l'historienne Émilie Maraszak, la mise en images de l’histoire antique est largement inspirée de motifs occidentaux, mais, ponctuellement, elle peut également faire l’objet d’une « transformation subtile de la part des enlumineurs pour les inscrire dans la tradition levantine ».
De manière similaire, le folio 57, qui représente Jacob se rendant en Égypte, montre le patriarche assis sur un dromadaire. Le soin apporté à la représentation de l’animal suggère une observation attentive du réel et laisse penser que les enlumineurs avaient une connaissance directe de cette réalité grâce à leur immersion dans l’environnement oriental.

## Usages et fonctions du manuscrit

### Le manuscrit comme outil de divertissement
Le manuscrit de l'Histoire ancienne jusqu'à César s'inscrit dans un contexte général, débuté au XIIe siècle en Europe, de vulgarisation des récits latins, afin de rendre leur contenu accessible à une plus large audience. Cette pratique permet également de fixer et de diffuser une version unique de chaque récit. Au contraire, en Terre sainte, les histoires et légendes sont majoritairement transmises à l'oral, ce qui autorise certaines confusions ou divergences d'une région à l'autre. La mise à l'écrit permet alors de donner une valeur d'autorité et d'authenticité à une version de l'histoire présentée comme la seule valide et authentique.
Les récits transmis par le manuscrit se sont très probablement diffusés dans les cours princières et seigneuriales des États latins d'Orient à travers des lectures à haute voix, comme en témoignent certains passages s'adressant directement au public et des marques de lecture sur l'ouvrage. Cela pourrait expliquer la rapidité de diffusion de son contenu en Terre sainte et témoigne du véritable essor de cette littérature vernaculaire, qualifiée de littérature « d'évènements ».
Ce type de littérature occupe une fonction de divertissement, essentielle pour fixer dans la mémoire de l'auditeur le souvenir d'un héros, d'une épopée épique, dont l'histoire revêt un sens moral permettant la réflexion et l'élévation de l'esprit (idéal romain de l'otium). Le texte adopte alors cette double faculté d'être une source de loisir et de connaissance.

### Fonction politique et culturelle
Dans ce contexte d’instabilité politique et militaire, ainsi que de déclin des États latins d'Orient, la commande du manuscrit par les nobles levantins n’est pas anodine. La mise en images de cette histoire universelle sert également d’affirmation de la culture franque en Terre sainte. Ces Francs d’Orient souhaitent en particulier conserver leur héritage occidental afin de maintenir leur identité dans cet environnement oriental, où ils sont minoritaires. Le choix d’un manuscrit en langue française, comprenant des miniatures reprenant largement des motifs occidentaux et célébrant des héros antiques auxquels peuvent s’identifier les croisés, a une visée politique.

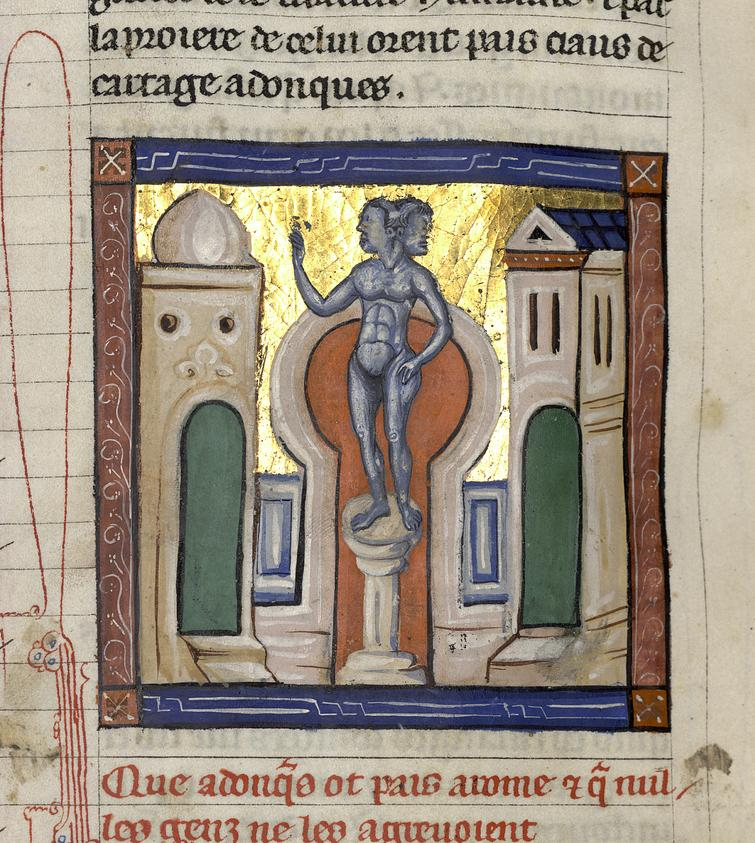
Folio 204 : temple du dieu Janus

Cette commande sociale d’une histoire illustrée leur permet ainsi d’affirmer la culture croisée, entre héritages occidentaux et ajouts de motifs orientaux, fruit de la rencontre entre deux civilisations. Une allégorie de cette double culture des Francs d’Orient est représentée dans la miniature figurant le temple de Janus (f. 204v), dieu aux deux visages dont l’un est dirigé vers une architecture de style oriental, tandis que l’autre est tourné vers une architecture de style occidental.
Cette commande a notamment pour but de glorifier le lignage de ces dignitaires francs qui, au travers de la section consacrée à la guerre de Troie, souhaitent rappeler leurs origines troyennes. La reprise de cette généalogie mythique permet de renforcer leur prestige, tout en légitimant leur présence en Terre sainte, en marquant le retour au pouvoir des héritiers des Troyens en Orient. Tel que le relève l’historienne Émilie Maraszak, il s’agit pour ces nobles levantins de rechercher un âge d’or dans une ville légendaire, tout en justifiant une nouvelle translation de leur pouvoir de l’Occident vers l’Orient.
Cette démonstration d’autorité des Francs d’Orient, par une littérature généalogique et l’affirmation politique d’une culture mixte, s’adresse en particulier à leurs adversaires, tant les Mamelouks, les Mongols, que les Arabes, mais également auprès des autorités latines. Il s’agit notamment d’affirmer leur autonomie face aux rois successifs de Jérusalem.
Au-delà de cette diffusion d'une idéologie politique et historique à destination des autres civilisations présentes en Terre sainte, le manuscrit a également une fonction éducationnelle pour la société franque. Chaque récit autour d’un héros civilisateur ou fondateur (un exemplum) permet de mettre en avant des valeurs et principes à suivre, initiant une réflexion politique sur le pouvoir conféré à ces nobles, le juste exercice de celui-ci, ainsi que ses limites. Ainsi, la place accordée aux Amazones dans le manuscrit démontre l’intérêt de ces Francs d’Orient pour des guerrières qui sont prêtes à braver l'interdiction faite aux femmes de prendre les armes, et ce, afin de défendre des causes justes. En outre, leurs qualités militaires et leur courage sont également reconnus dans ce contexte particulier des croisades. Tout comme les Amazones sont venues aider les Troyens, ces croisés souhaitent invoquer leur secours légendaire pour prendre l’avantage sur les menaces extérieures, dont l’avancée des Mamelouks, et donner un nouveau souffle à la croisade.

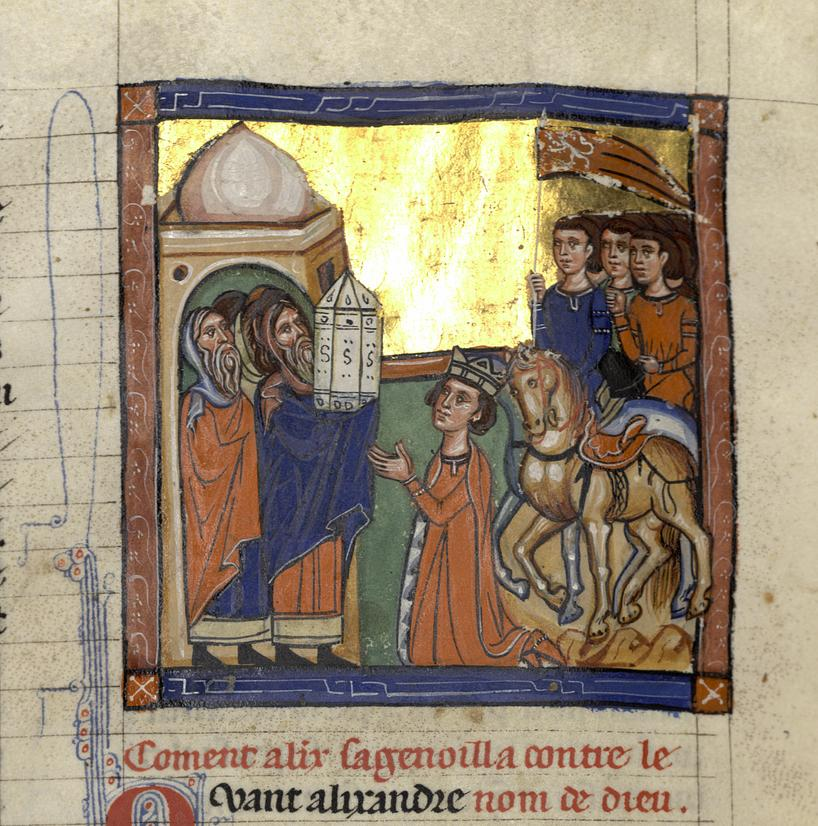
Folio 170 : Alexandre le Grand agenouillé devant le grand prêtre de Jérusalem

Une autre figure largement présente au sein du manuscrit est celle d’Alexandre le Grand. Ce souverain, à la fois érudit et guerrier, mais également dépeint comme un roi pieux (venu faire ses dévotions devant le grand prêtre de Jérusalem, f. 170v), est un modèle de comportement pour ces nobles francs. Néanmoins, à travers cette figure, le manuscrit met également en garde ses lecteurs : l’intérêt général doit primer sur l’ambition personnelle. C’est la démesure de ce roi, le péché de l’hybris, qui l’a conduit à sa perte. Il s’agit d’un appel à la mesure : les croisés doivent chercher à maintenir le contrôle sur leurs territoires en Terre sainte, mais non à les étendre.
Le manuscrit de Dijon véhicule ainsi un message culturel et politique au service des nobles des États latins d’Orient, qui perçoivent dans les héros antiques des figures universelles qu’ils rattachent à leur propre tradition, tout en intégrant certains aspects culturels, motifs et techniques artistiques levantins dans cette région multiculturelle.

## Postérité et études modernes

### Fin des États latins et dispersion des manuscrits
La prise de Saint-Jean-d’Acre par les Mamelouks le 18 mai 1291, après un siège de 40 jours, marque la fin des États latins d'Orient. Les dernières places fortes chrétiennes sont évacuées dans les mois qui suivent, mettant un terme à la présence chrétienne en Terre sainte. Ce contexte signe aussi la fin des échanges étroits qui avaient été établis entre l'Occident latin, le monde byzantin et le monde arabo-musulman. Une partie des croisés trouvent refuge dans les îles de la Méditerranée, comme Rhodes ou Chypre. La spécificité de l'art croisé persiste quelque temps au sein de ces îles, mais l'influence occidentale devient rapidement prédominante, éclipsant le syncrétisme caractéristique des productions artistiques de Terre sainte. Ainsi, le style distinctif de l'art croisé disparaît progressivement, privé du contexte culturel et géographique qui avait permis son épanouissement. Une autre partie des croisés retournent en Europe emportant avec eux objets et manuscrits.

### Réception en Europe
La réception en Europe des productions artistiques de Terre sainte, à la suite du retour des croisés, reste difficile à quantifier. En ce qui concerne les manuscrits, trois exemples occidentaux, produit après la fin des États latins et influencés par les cycles iconographiques levantins, peuvent être mis en relation avec le manuscrit de l'Histoire ancienne jusqu'à César de la bibliothèque de Dijon :
- Histoire ancienne jusqu'à César (Paris, BnF, Français 9682) : Ce manuscrit parisien, daté de 1295-1300, reprend les caractéristiques des modèles levantins tout en abandonnant les motifs occidentaux propres aux productions croisées, révélant ainsi une adaptation à un contexte européen.
- Histoire ancienne jusqu'à César, (Paris, BnF, Français 20125) : La localisation de sa production demeure incertaine. Bien que certaines hypothèses le rattachent à la Terre sainte, l'abandon des architectures orientales et le style gothique français plaident en faveur d'une production occidentale.
- Histoire ancienne jusqu'à César (Bruxelles, Bibliothèque royale, ms. 18 295) : Ce manuscrit diffère des productions levantines par son organisation interne et son iconographie, mettant davantage l'accent sur l'épopée d'Alexandre et les guerres puniques. Le style est nettement plus proche des modèles occidentaux, gommant les spécificités croisées, ce qui correspond mieux aux attentes des commanditaires européens.

Ces manuscrits occidentaux, bien qu'influencés par les modèles iconographiques de Terre sainte, n'ont pas conservé le style croisé. Ce dernier, trop spécifique au contexte culturel des États latins, ne répondait pas aux attentes des commanditaires occidentaux et ne trouvait pas d'écho dans leur environnement culturel. L'abandon du style croisé s’explique par la forte correspondance entre ce cycle iconographique et le contexte historique de la Terre sainte, rendant difficile son adaptation aux besoins et aspirations des sociétés occidentales.
Il apparaît donc que les manuscrits, comme celui de Dijon, produits dans le contexte levantin ont bien circulé en Occident après 1291, mais leur impact sur la production artistique européenne reste limité.

### Histoire moderne

#### Présence dans les collections de la Bibliothèque municipale de Dijon

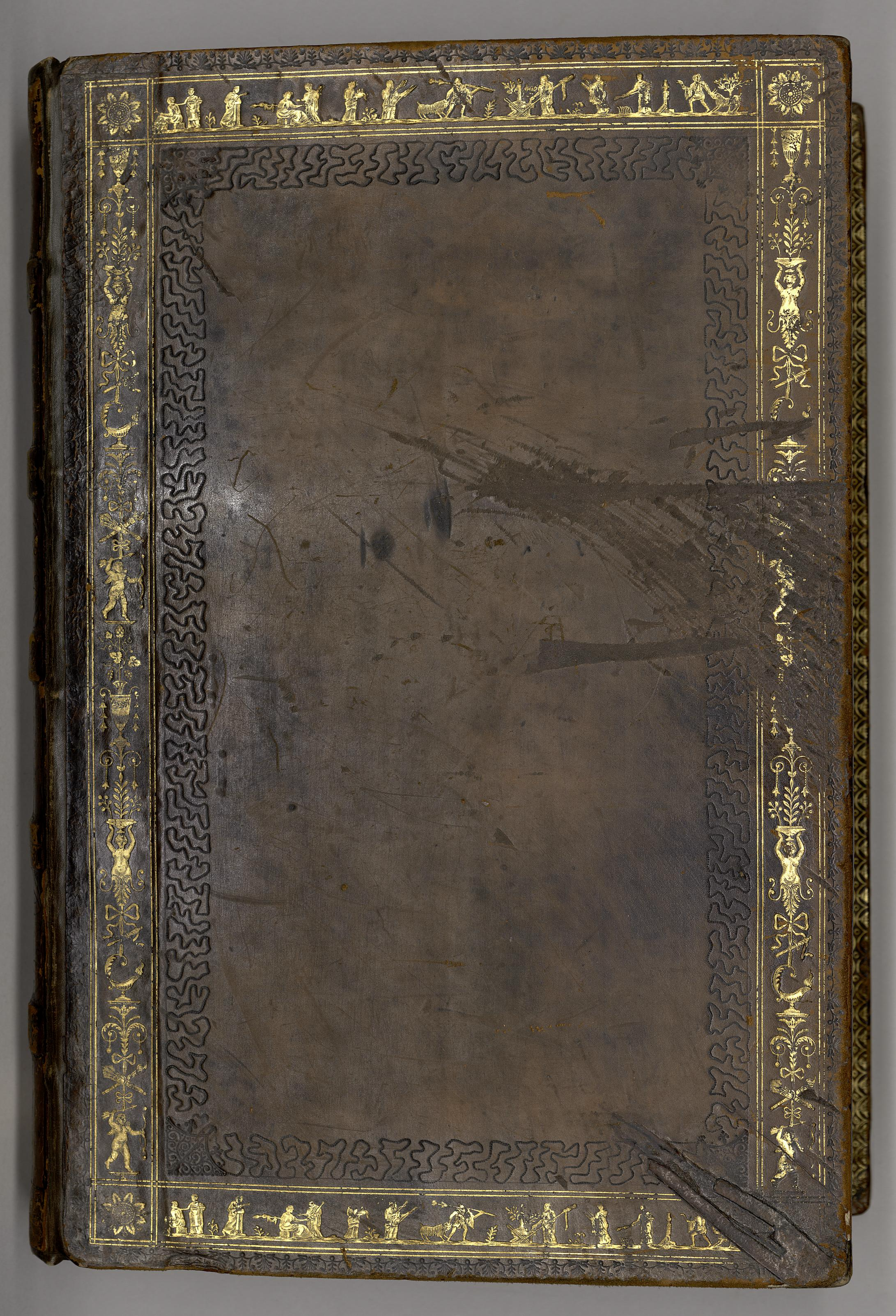
Plat de première couverture, Ms 562 « L'Histoire ancienne jusqu'à César » de Saint-Jean-d'Acre, 1260 - 1270, Bibliothèque municipale de Dijon

La trajectoire du manuscrit de l’Histoire ancienne jusqu’à César entre sa création en Terre sainte et son arrivée dans les collections de la Bibliothèque municipale de Dijon est inconnue. Ni ses propriétaires, ni la manière dont il a été transféré en Occident depuis les États latins d’Orient, ni par quel moyen il est entré dans les fonds de la bibliothèque ne sont connus.
Sa première attestation dans les collections de la Bibliothèque municipale de Dijon date de 1802 dans un inventaire réalisé par l’institution, le catalogue Boullemier. Il y apparaît sous le numéro 602. Aussi, il est certain que le manuscrit se trouve dans la bibliothèque depuis cette date.
Lorsque le manuscrit a été acquis par la Bibliothèque municipale de Dijon, il ne présentait pas la couverture qui le protège aujourd’hui. En effet, la reliure actuelle de l’Histoire ancienne jusqu’à César est moderne. Elle a été réalisée au début du XIXe siècle par Pierre Lorillard après son arrivée dans la bibliothèque bourguignonne. Elle est en cuir de veau ce qui lui donne une couleur marron qui contraste avec les bordures dorées et gaufrées. Ces dernières reprennent le vocabulaire de l’art du Premier Empire tels les rinceaux, les rosettes et les petites scènes à caractère mythologique. À l'intérieur, les contreplats sont en papier marbré. Bien qu’elle soit moderne, cette reliure fait aujourd’hui partie de l’histoire du manuscrit, c’est pourquoi elle a été restaurée en 1962.

#### Travaux académiques et historiographie
L’étude de ce manuscrit en particulier est mêlée à l’étude du corpus des différentes copies des manuscrits de l’Histoire ancienne jusqu’à César.
Le manuscrit de la Bibliothèque municipale de Dijon n’est pas immédiatement reconnu comme étant une copie de l’Histoire ancienne jusqu’à César. Au XIXe siècle, il est dans un premier temps identifié comme une copie d’un manuscrit de Paul Orose, prêtre du Ve siècle ap. J.-C. Son nom est inscrit au crayon de papier sur la reliure moderne et le manuscrit lui est également attribué par le Catalogue des manuscrits de la Bibliothèque publique de Dijon (1848-1903). Cette confusion s’explique par le fait qu’une des inspirations majeures de l’Histoire ancienne jusqu’à César est l'œuvre de Paul Orose.
Si au début du XIXe siècle le manuscrit conservé à Dijon n’est pas reconnu comme une copie de l’Histoire ancienne jusqu’à César, c’est également le cas des autres exemplaires de ce corpus. En effet, il faut attendre 1885 et l’article « Les premières compilations françaises d'histoire ancienne » de Paul Meyer pour que ce type de manuscrit soit identifié comme des copies d’un même original perdu. Le philologue donne pour la première fois le nom « d’Histoire ancienne jusqu’à César » à partir des bornes chronologiques du récit et le distingue d’une autre œuvre, Faits des Romains. Cette dernière chronique médiévale a longtemps été associée à l’Histoire ancienne jusqu’à César puisqu’elle commence chronologiquement là où l’autre se termine et que ces deux œuvres ont parfois été associées dans un même manuscrit. Il est possible de citer l’Histoire ancienne jusqu'à César et Faits des Romains conservé en plusieurs parties au musée du Louvre à Paris et au Rijksmuseum à Amsterdam.
Dans ce même article, Paul Meyer reconnaît le manuscrit de la Bibliothèque de Dijon comme étant une copie de l’original perdu et l’associe donc au corpus des exemplaires de l’Histoire ancienne jusqu’à César. Toutefois, il l’identifie comme une production d’Italie du Nord et le date du XVIe siècle. Ce n’est qu’en 1957 que l'historien Hugo Buchthal, dans son article « Miniature Painting in the Latin Kingdom of Jerusalem”, propose de faire le lien entre le manuscrit de Dijon et le scriptorium de Saint-Jean-d’Acre. L'absence de mention de la Terre sainte peut expliquer cette attribution tardive. Hugo Buchthal est également le premier à le dater du XIIIe siècle. Il travaille par comparaison avec les autres manuscrits du corpus, notamment les copies conservées à la Bibliothèque royale Albert Ier de Bruxelles (ms. 18 295) et à la British Library à Londres (ms. 15268) et la Bible de Saint-Jean-d’Acre conservée à la Bibliothèque nationale de France à Paris (ms. 5211). Ces trois œuvres proviennent elles aussi du scriptorium de Saint-Jean-d’Acre.
Après ces travaux de synthèse sur les différents manuscrits relatant l'Histoire ancienne jusqu’à César, auxquels il est possible d’associer ceux de Guy Raynaud de Large, les études se sont principalement concentrées sur des aspects spécifiques du corpus. Certains se sont concentrés sur un épisode ou une iconographie en particulier. C’est par exemple le cas de Paul-Henri Michel qui, en 1958, dans son étude sur l’iconographie de Caïn et Abel, s’intéresse à la miniature du folio 3 (f. 3v) du manuscrit de la bibliothèque de Dijon. D’autres ont étudié spécifiquement certains ateliers, comme l'historien médiéviste Jaroslav Folda, qui s’est intéressé aux manuscrits réalisés en Terre sainte dans son livre Crusader Manuscript Illumination at Saint-Jean d’Acre. Enfin, d’autres travaux se concentrent sur l’étude d’une collection. L'historienne de l'art Yolanta Zaluska publie par exemple en 1991 une étude sur les manuscrits enluminés de Dijon.
En 1999, l'historienne Marijke De Visser-Van Terwisga publie un nouveau travail de synthèse qui s’attache à étudier le corpus dans son ensemble.
Depuis, le manuscrit de l’Histoire ancienne jusqu’à César de Dijon a fait l’objet de deux travaux de recherche majeurs. En 2010, Lisa Mahoney s’intéresse plus particulièrement au contexte de création des exemplaires de Saint-Jean-d’Acre dans son article « The "Histoire ancienne" and Dialectical Identity in the Latin Kingdom of Jerusalem ». Enfin, en 2015, Émilie Maraszak publie sa thèse consacrée à l’étude du manuscrit de l’Histoire ancienne jusqu’à César de la Bibliothèque municipale de Dijon.

#### Expositions
Le manuscrit de l’Histoire ancienne jusqu’à César de la bibliothèque municipale de Dijon a fait l’objet d’un prêt pour l’exposition consacrée à « Saladin et les croisés » Saladin und die Kreuzfahrer qui s’est tenue en 2005 dans plusieurs musées d’Allemagne : le musée national de la préhistoire à Halle-sur-Saale, le musée national de la nature et de l’homme d’Oldenburg et les musées Reiss-Engelhorn de Mannheim. Il était présenté dans la section dénommée « les Croisés en Orient : la vie au pays du Levant ». Une notice d'œuvre, rédigée par Jaroslav Folda, lui est dédiée dans le catalogue de l’exposition.
Le manuscrit est également mentionné dans le catalogue de l’exposition « Le verre, un Moyen Âge inventif » qui s’est tenue à Paris en 2017-2018 au musée de Cluny, musée national du Moyen Âge. La miniature de l’hospitalité d’Abraham (f. 21v) présente un verre sur la table et illustre l’utilisation de vaisselle en verre à l’époque de la création du manuscrit.